# Евпатория
Евпато́рия (укр. Євпаторія, крымскотат. Kezlev, Кезлев; ранее также Керкинити́да, Гезлёв, Гёзлев, Гёзлёв, Козлов) — город-курорт на западе Крыма. Административный центр городского округа Евпатория Республики Крым (Евпаторийского горсовета Автономной Республики Крым).

## Этимология

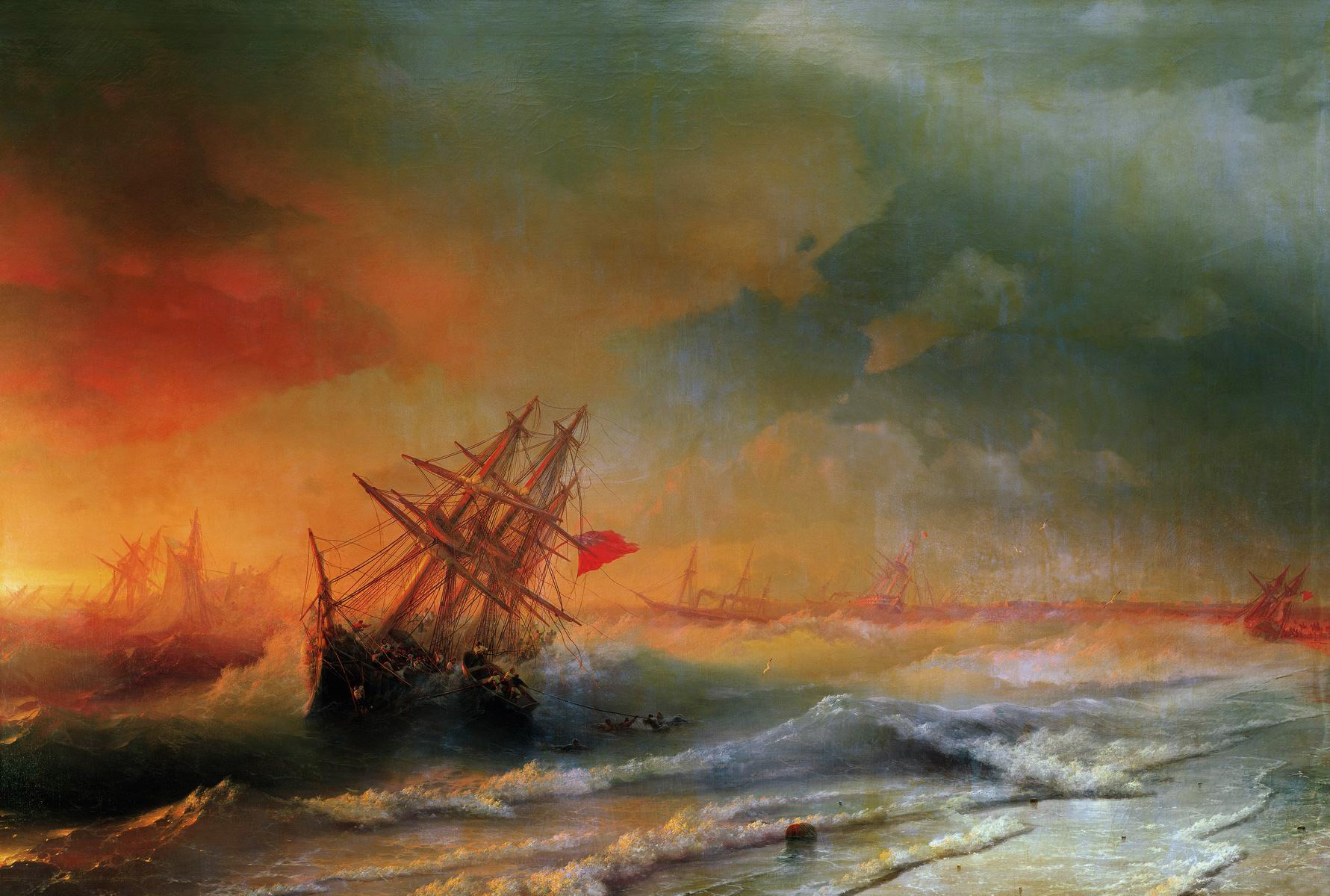
Буря над Евпаторией. И. К. Айвазовский. 1860

Древнегреческое поселение, существовавшее на месте нынешней Евпатории, носило название Керкинити́да (греч. Κερκινίτις). В морских лоциях раннего средневековья на берегу Каламитского залива обозначено поселение Карикинтия. После попадания Крымского ханства в 1475 году в вассальную зависимость от Османской империи, всё крымское побережье отошло Турции. Спустя год на месте древней Керкинитиды турки построили хорошо укреплённую крепость, которую они называли Гезлёв, крымские татары Кезлев, а русские — Козлов. После того, как Крым стал частью Российской империи, в 1784 году город был переименован в Евпаторию в честь понтийского царя Митридата VI Евпатора (по-гречески — «благородная, рождённая благородным отцом»), который спасал Керкинитиду от скифских набегов.

## Физико-географическая характеристика

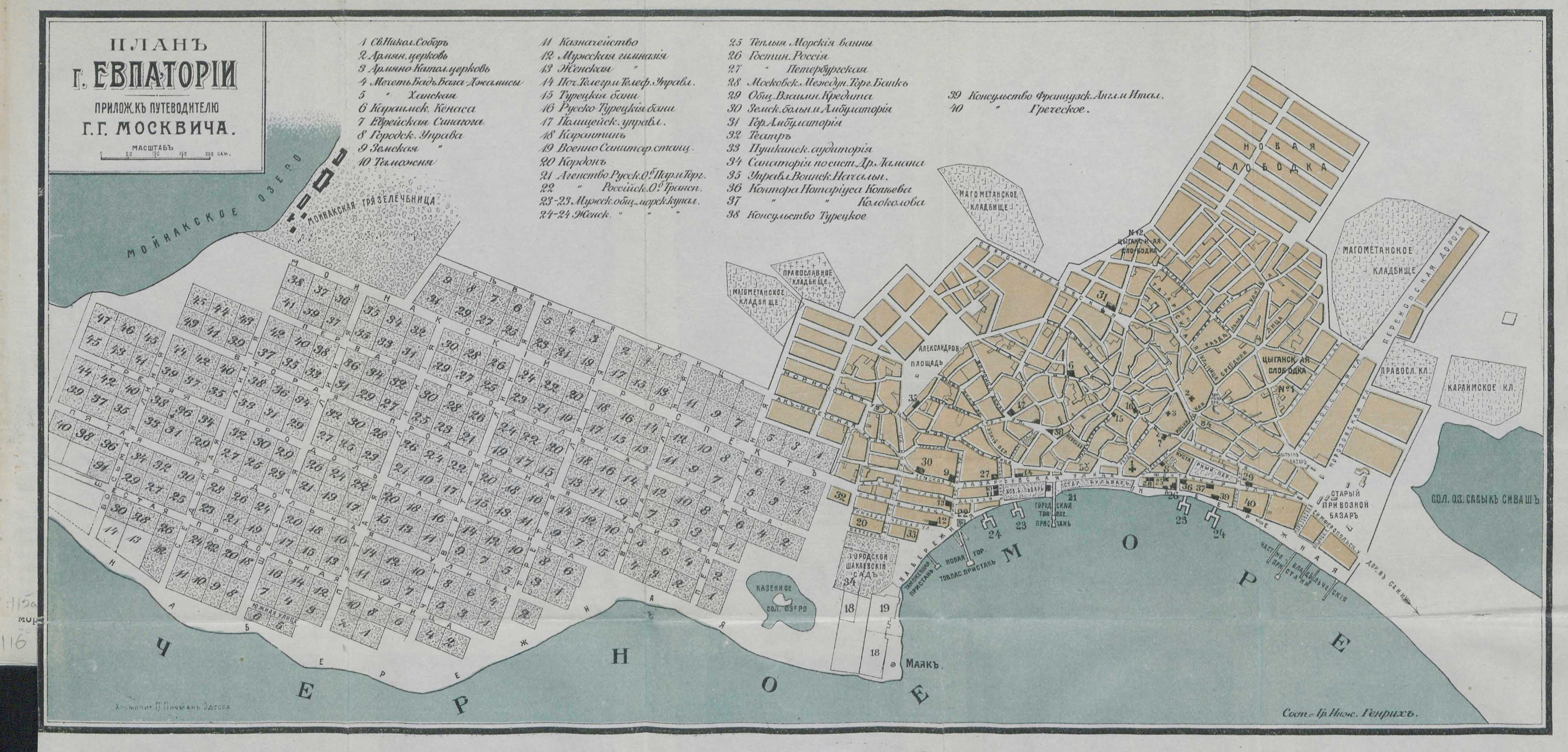
План Евпатории, 1904 г.

Евпатория расположена в степной, западной части Крымского полуострова. Город протянулся вдоль Евпаторийской бухты мелководного Каламитского залива. Средняя высота над уровнем моря составляет 10 м. Протяжённость Евпатории с севера на юг составляет 12 км, с запада на восток — 22 км.
Водные ресурсы — артезианские скважины Ивановского, Чеботарского, Альминский-2 водозаборов, городских скважин.
Расстояние от Евпатории до крупных населённых пунктов (автодорогами):
- Симферополь ~ 65 км,
- Черноморское ~ 71 км,
- Бахчисарай ~ 86 км,
- Севастополь ~ 109 км,
- Красноперекопск ~ 112 км,
- Джанкой ~ 141 км,
- Ялта ~ 154 км,
- Керчь ~ 276 км,
- Одесса ~ 458 км,
- Донецк ~ 591 км,
- Килия ~ 665 км,
- Измаил ~ 706 км,
- Киев ~ 812 км,
- Москва ~ 1500 км,
- Минск ~ 1680 км,
- Днепр ~ 490 км,
- Кривой Рог ~ 390 км,
- Сочи ~ 790 км

### Климат

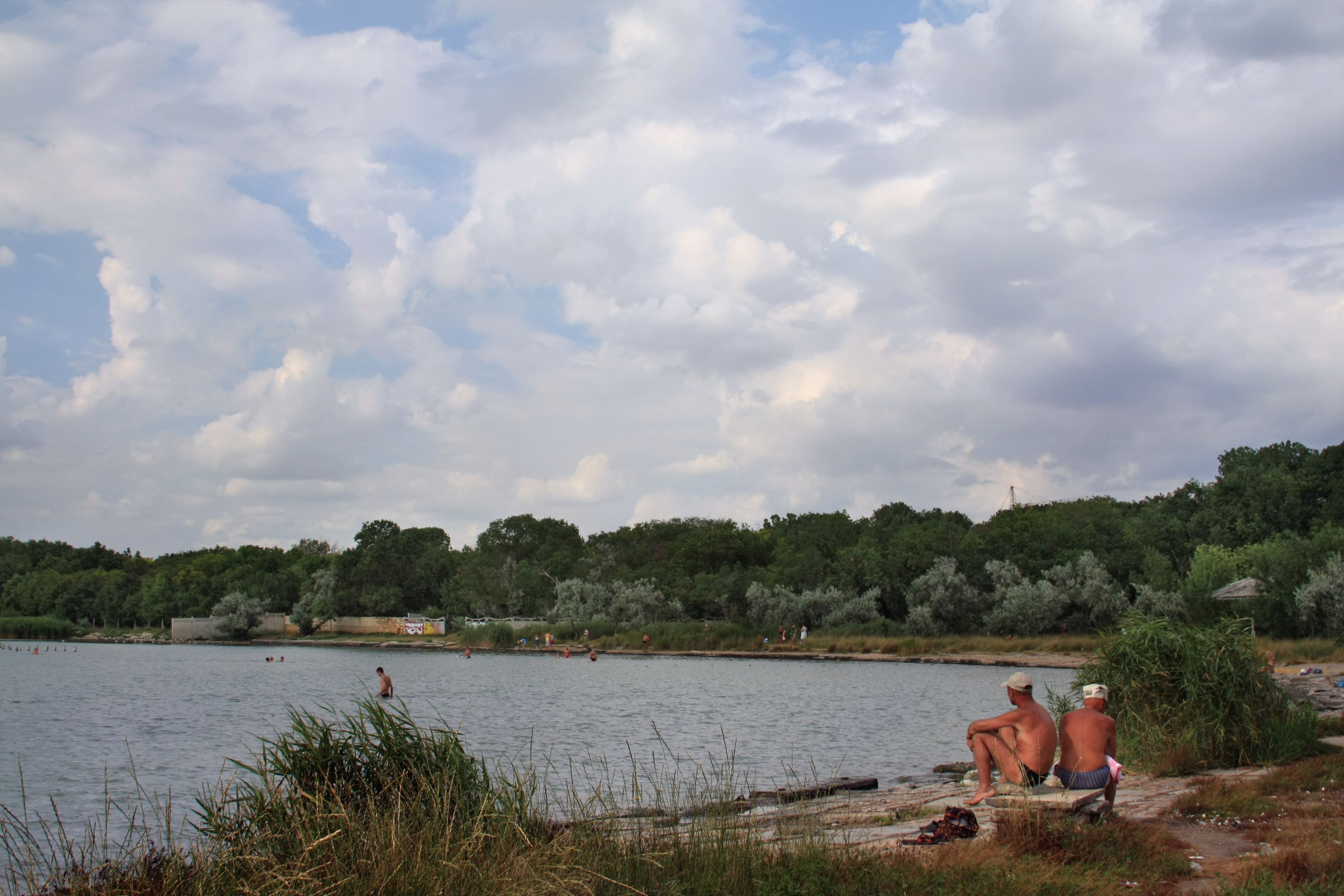
Лечебное озеро Мойнаки в Евпатории. Крым

Евпатория не относится к Южному берегу Крыма, поэтому её климат степной, сильно засушливый, хотя море чуть смягчает его, по сравнению с Симферополем. Зима очень мягкая, устойчивого снежного покрова обычно не наблюдается. Лето жаркое и засушливое. Количество часов солнечного сияния здесь достигает максимума из всех крупных городов Крыма — 2450; для сравнения, в Ялте и в Сочи — 2250, в Москве — 1730.

## Население
По итогам переписи населения в Крымском федеральном округе по состоянию на 14 октября 2014 года численность постоянного населения города составила 105 719 человек. Население города составляет 88,6 % от населения территории городского округа Евпатория. В разгар летнего сезона население увеличивается в несколько раз. Ежегодно на отдых и лечение приезжает от 700 до 900 тысяч человек.

### Динамика населения
| 1897     | 1923     | 1926     | 1939     | 1959     | 1970     | 1979     | 1987     | 1989     |
| -------- | -------- | -------- | -------- | -------- | -------- | -------- | -------- | -------- |
| 17 900   | ↘17 200  | ↗23 300  | ↗47 030  | ↗56 992  | ↗79 444  | ↗93 281  | ↗106 000 | ↗107 792 |
| 1992     | 1998     | 2001     | 2002     | 2003     | 2004     | 2005     | 2006     | 2007     |
| ↗113 300 | ↗113 500 | ↘105 915 | ↘105 900 | ↘105 783 | ↗105 964 | ↗106 250 | ↗106 456 | ↗106 719 |
| 2008     | 2009     | 2010     | 2011     | 2012     | 2013     | 2014     | 2015     | 2016     |
| ↗107 105 | ↗107 177 | ↘106 846 | ↘106 698 | ↗106 840 | ↗106 877 | ↘105 719 | ↗106 115 | ↗106 202 |
| 2017     | 2018     | 2019     | 2020     | 2021     | 2024     | 2025     |          |          |
| ↘106 158 | ↗106 777 | ↗107 650 | ↗108 248 | ↘107 877 | ↘106 405 | ↘105 549 |          |          |

На 1 января 2025 года по численности населения город находился на 160-м месте из 1124 городов Российской Федерации. Евпатория является четвёртым городом по численности населения на территории полуострова Крым.

### Национальный состав
По данным переписи населения 2014 года национальный состав населения города выглядел следующим образом:
| национальность  | всего, чел. | % от все- го | % от указав- ших |
| --------------- | ----------- | ------------ | ---------------- |
| указали         | 101694      | 96,19 %      | 100,00 %         |
| русские         | 75129       | 71,06 %      | 73,88 %          |
| украинцы        | 14134       | 13,37 %      | 13,90 %          |
| крымские татары | 6677        | 6,32 %       | 6,57 %           |
| татары          | 1627        | 1,54 %       | 1,60 %           |
| белорусы        | 1052        | 1,00 %       | 1,03 %           |
| армяне          | 716         | 0,68 %       | 0,70 %           |
| евреи           | 289         | 0,27 %       | 0,28 %           |
| азербайджанцы   | 174         | 0,16 %       | 0,17 %           |
| поляки          | 139         | 0,13 %       | 0,14 %           |
| корейцы         | 139         | 0,13 %       | 0,14 %           |
| караимы         | 130         | 0,12 %       | 0,13 %           |
| цыгане          | 127         | 0,12 %       | 0,12 %           |
| узбеки          | 125         | 0,12 %       | 0,12 %           |
| молдаване       | 104         | 0,10 %       | 0,10 %           |
| немцы           | 104         | 0,10 %       | 0,10 %           |
| греки           | 94          | 0,09 %       | 0,09 %           |
| грузины         | 78          | 0,07 %       | 0,08 %           |
| чуваши          | 73          | 0,07 %       | 0,07 %           |
| таджики         | 61          | 0,06 %       | 0,06 %           |
| болгары         | 61          | 0,06 %       | 0,06 %           |
| мордва          | 55          | 0,05 %       | 0,05 %           |
| другие          | 606         | 0,57 %       | 0,60 %           |
| не указали      | 4025        | 3,81 %       |                  |
| всего           | 105719      | 100,00 %     |                  |

### Языковой состав
Родной язык населения по данным переписи 1897 года:
| Язык                           | Численность, чел. | Доля     |
| ------------------------------ | ----------------- | -------- |
| Крымскотатарский («татарский») | 8 846             | 49,38 %  |
| Русский («великорусский»)      | 4 715             | 26,32 %  |
| Идиш («еврейский»)             | 1 511             | 8,44 %   |
| Украинский («малорусский»)     | 1 150             | 6,42 %   |
| Греческий                      | 919               | 5,13 %   |
| Армянский                      | 347               | 1,94 %   |
| Немецкий                       | 213               | 1,19 %   |
| Другие                         | 212               | 1,18 %   |
| Итого                          | 17 913            | 100,00 % |

Родной язык населения по данным переписи 2001 года:
| Язык             | Численность, чел. | Доля     |
| ---------------- | ----------------- | -------- |
| Украинский       | 8 195             | 7,94 %   |
| Русский          | 86 352            | 83,64 %  |
| Крымскотатарский | 7 476             | 7,24 %   |
| Другое           | 1 221             | 1,18 %   |
| Итого            | 103 244           | 100,00 % |

Официальными языками города являются русский, украинский и крымскотатарский.

## Городские главы
- Бобович, Соломон Бабакаевич
- Бабович, Сима Соломонович (1818—1827)
- Бобович, Илья Бабакаевич[34]
- Бабович, Бабакай Соломонович (1834—1837)
- Шерфединов, Абиль Керим (1851—1856)[35]
- Туршу, Соломон Ильич (1857—1860)[36]
- Туршу, Илья Садукович[37]
- Пампулов, Моисей Аронович (1861—1863)
- Пампулов, Самуил Моисеевич (1867—1879)
- Демерджи, Иван Филиппович (1883—1886)[38][39]
- Мамуна, Николай Андреевич (с 1886-го по май 1906-го)
- Дуван, Семён Эзрович (с мая 1906-го по май 1910-го и с 06.11.1915 по 01.08.1917)[источник не указан 1835 дней]
- Нейман, Абрам Исаакович (07.11.1910-го — …)[источник не указан 1835 дней]
- Ефет, Моисей Маркович (с 05.03.1913 по 18.12.1915)[источник не указан 1835 дней]
- Иванов, Павел Васильевич (с 10.08.1917 по 25.01.1918)
- Епифанов, Илья Иосифович (с 23.07.1918 по 06.11.1918)
- Джигит, Соломон Давидович (с 06.11. 1918 до апреля 1919-го)
- Сарач, Борис Маркович (с июля 1919-го по 12.11.1920)
- Даниленко, Андрей Петрович (1990—2014)[40]
- Филонов, Андрей Владимирович (2014—2019)[41]
- Тихончук, Роман Георгиевич (2019—2022)[42]
- Рытов, Александр Валентинович (врио февраль—апрель 2022)[43]
- Лоскутов, Александр Александрович (врио с 29 апреля 2022)[44]
- Демидова, Елена Михайловна (29 декабря 2022 — 16 февраля 2024)[45][46]
- Просоедов, Иван Иванович (врио 28 февраля — 18 апреля 2024)[47]
- Юрьев, Александр Юрьевич (врио с 18 апреля 2024)[48]

## Современность
Город имеет регулярную планировку на севере, юге и западе. На юго-западе расположен курортный район. На востоке расположен старый город, имеющий типичную для восточных городов планировку с переплетением маленьких кривых улочек. Некоторые из домов в этом районе имеют возраст более 500 лет. На западе города — озеро Мойнаки, на востоке — озеро Сасык. В северо-западной части расположился современный город с высотными (до 18 этажей) зданиями, прямыми широкими улицами и проспектами. В северной части жилые районы Спутник-1 и Спутник-2 и промышленные предприятия.

Современные здания Евпатории
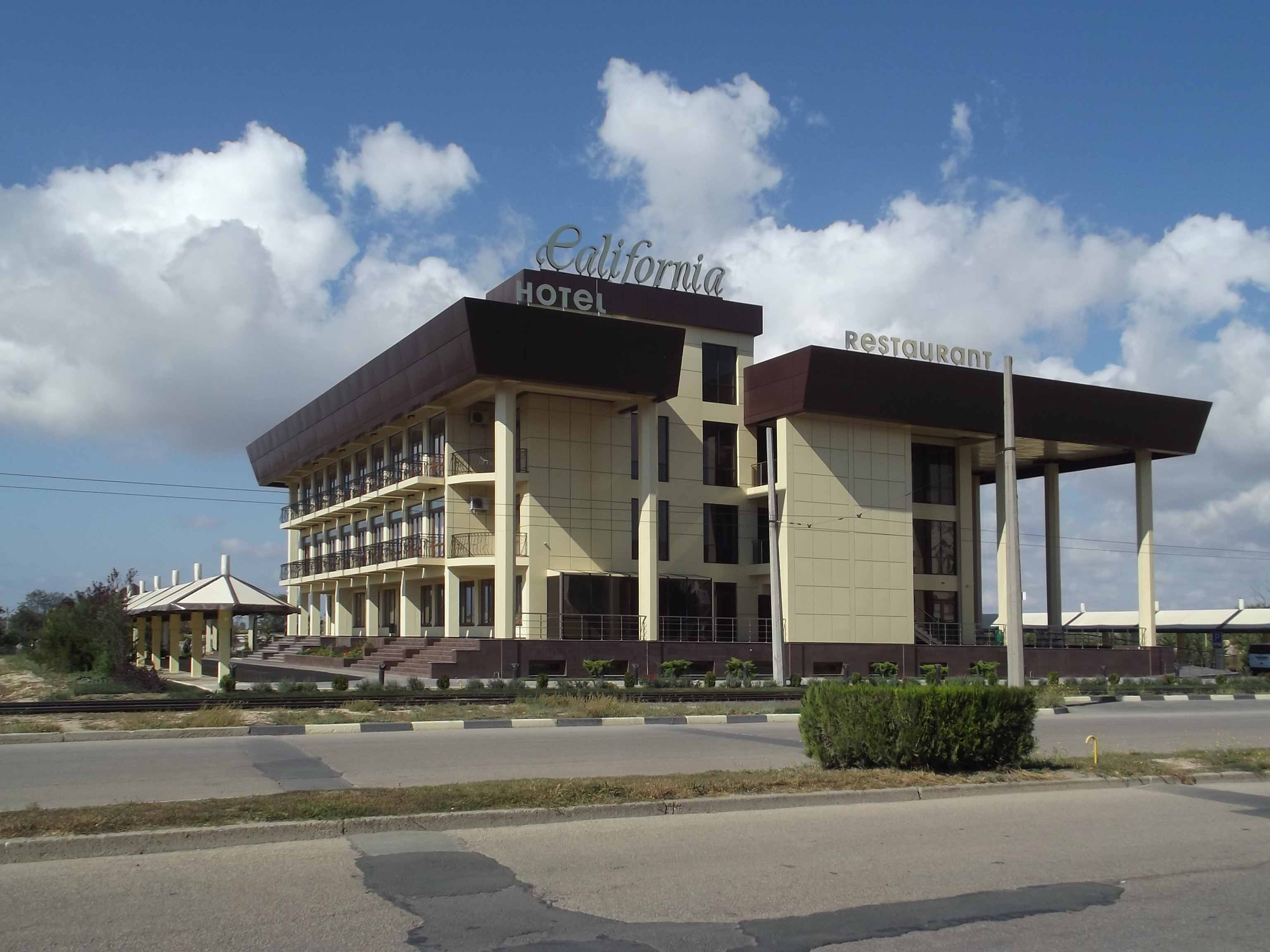
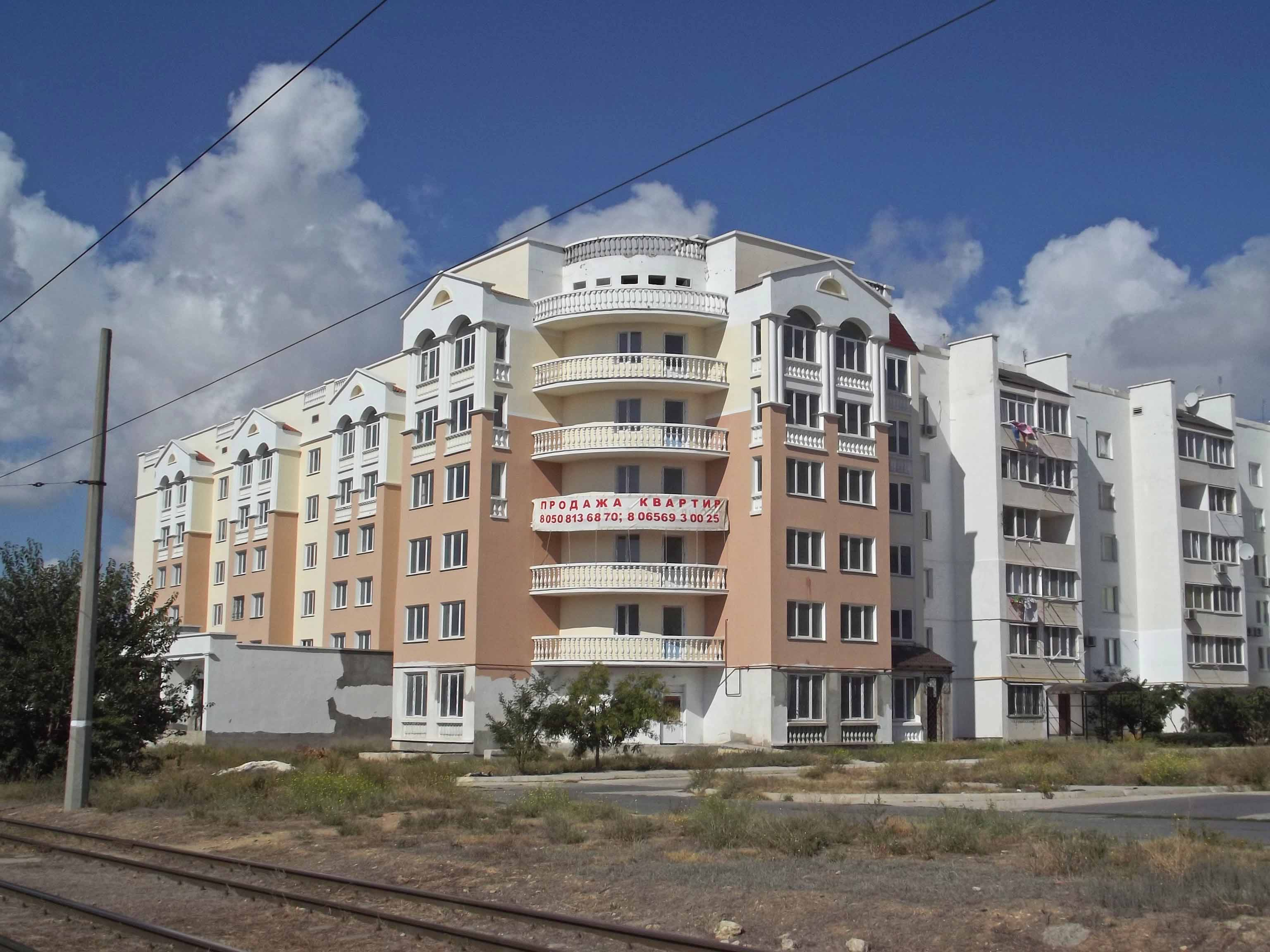
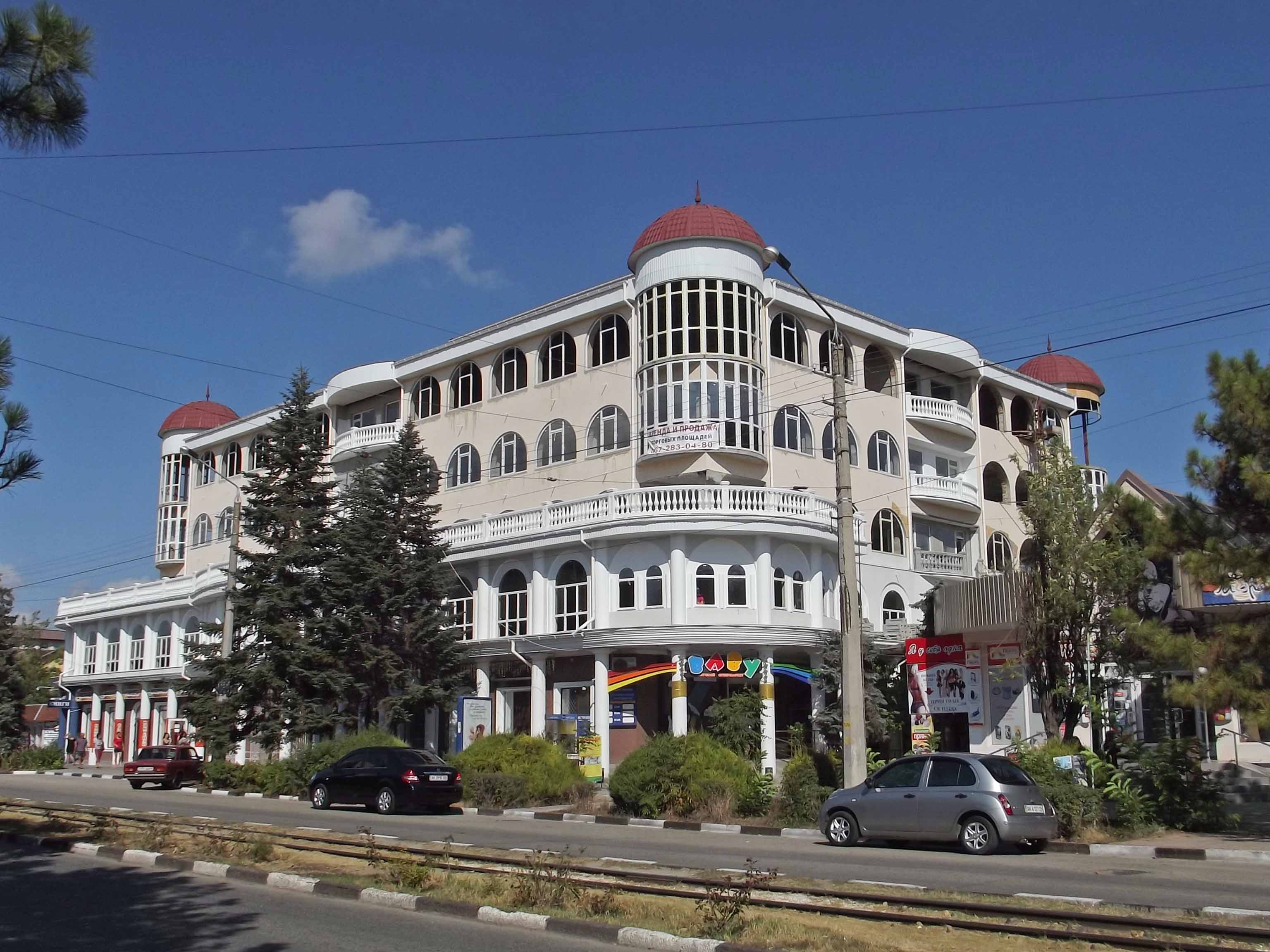

### Структура органов местного самоуправления городского округа
Евпаторийский городской совет является представительным органом городского о́круга, а его председатель — высшим должностным лицом, главой муниципального образования. Администрация города — исполнительно-распорядительный о́рган муниципального образования. В структуру органов местного самоуправления входит и контрольно-счётный орган муниципального образования.

### Внутреннее деление города
Город Евпатория можно условно подразделить на следующие районы:
- Старый город. Охватывает зону старинной (дореволюционной) застройки от берега моря до нынешней улицы Интернациональной; сохраняет планировку средневекового Гезлёва. Ограничивается улицами Интернациональной, Революции, Пионерской, Дмитрия Ульянова. Достаточно тихий район (кроме набережной имени Валентины Терешковой). Расстояние до моря — не более 700 м. Население — около 7 000 человек.
- Санаторно-курортная зона. Расположена западнее Старого города, с юга по всей ширине омывается морем. Границы: озеро Мойнаки, проспект Ленина, ул. Пионерская. Здесь сосредоточены 38 санаториев, пансионатов и гостиниц. Благоустроенные пешеходные зоны — улица Дувановская, набережная имени Горького и прилегающие улицы; здесь же находится центральный парк имени Фрунзе. Население около 7 000 человек.
- Центр. Расположен севернее курортной зоны. Ограничивается улицами Интернациональной (железнодорожный и автобусный вокзалы), Дмитрия Ульянова, проспектом Ленина и проспектом Победы. Преимущественно многоэтажная застройка, большое количество магазинов и другой инфраструктуры. Расстояние до моря — от 1 до 3 км. Население около 30 000 человек.
- Район улицы Перекопской. Начинается от автомобильного кольца и охватывает частный и многоэтажный массивы, расположенные соответственно справа и слева от самой улицы Перекопской. Относительно близок к морю (от 100 до 400 метров). Есть летний микрорынок, магазины. Население около 10 000 человек.
- Мойнаки и восьмой микрорайон. Прилегает к одноимённому озеру (лиману). Ограничивается улицами Полупанова (переходящей в улицу 60-летия ВЛКСМ), Чапаева , Дёмышева и проспектом Победы. Преимущественно многоэтажная застройка. Рядом — грязелечебница «Мойнаки»; до моря — 20–40 минут ходьбы. Население около 20 000 человек.
- За линией. Начинается за железнодорожным вокзалом. Ограничивается железной дорогой, улицей Чапаева и проспектом Победы. Включает в себя район улицы им. 60-летия Октября (пятиэтажки за подземным переходом ж. д. вокзала), 9-й микрорайон (многоэтажки) и «Планы́» (район частных домов). Население около 20 000 человек.
- Слободка. Район частных домов. Начинается от ул. Короленко, идущей вдоль железной дороги. Ограничивается железной дорогой, улицей 2-й Гвардейской Армии, ул. Средней, ул. Интернациональной и ул. Рабочей. Население около 10 000 человек.
- Пересыпь. Узкая полоса вдоль моря при въезде в Евпаторию (улицы Симферопольская и Лиманная), до Нового пляжа. Называется так от способности моря в период зимних штормов заливать и засыпать песком прилегающую к домам территорию. Несколько лет назад во избежание этого несчастья вдоль домов сделана невысокая бетонная дамба. Частные дома и несколько новых частных пансионатов. Расстояние до моря — 50–100 метров. Население около 1 000 человек.
- Авиагородки. 5-й и 29-й Авиагородки (рядом расположены авиамастерские) находятся между бизнес-центром «Акватория» (при въезде в Евпаторию) и железнодорожной станцией «Евпатория-Товарная». Недалеко — самое крупное солёное озеро Крыма, Сасык-Сиваш (вдоль железной дороги). До моря — около 3,5 км. Население около 5 000 человек.
- Спутник-1 и Спутник-2. Исключительно частные дома и коттеджи; население каждого микрорайона — около 3 000 человек.
- Исмаил-Бей. Преимущественно частные дома. Население около 7 000 человек. Практически всё население — крымские татары.
- Айсабай[50]. Молодой строящийся микрорайон преимущественно из частных домов.

Вечер в Евпатории
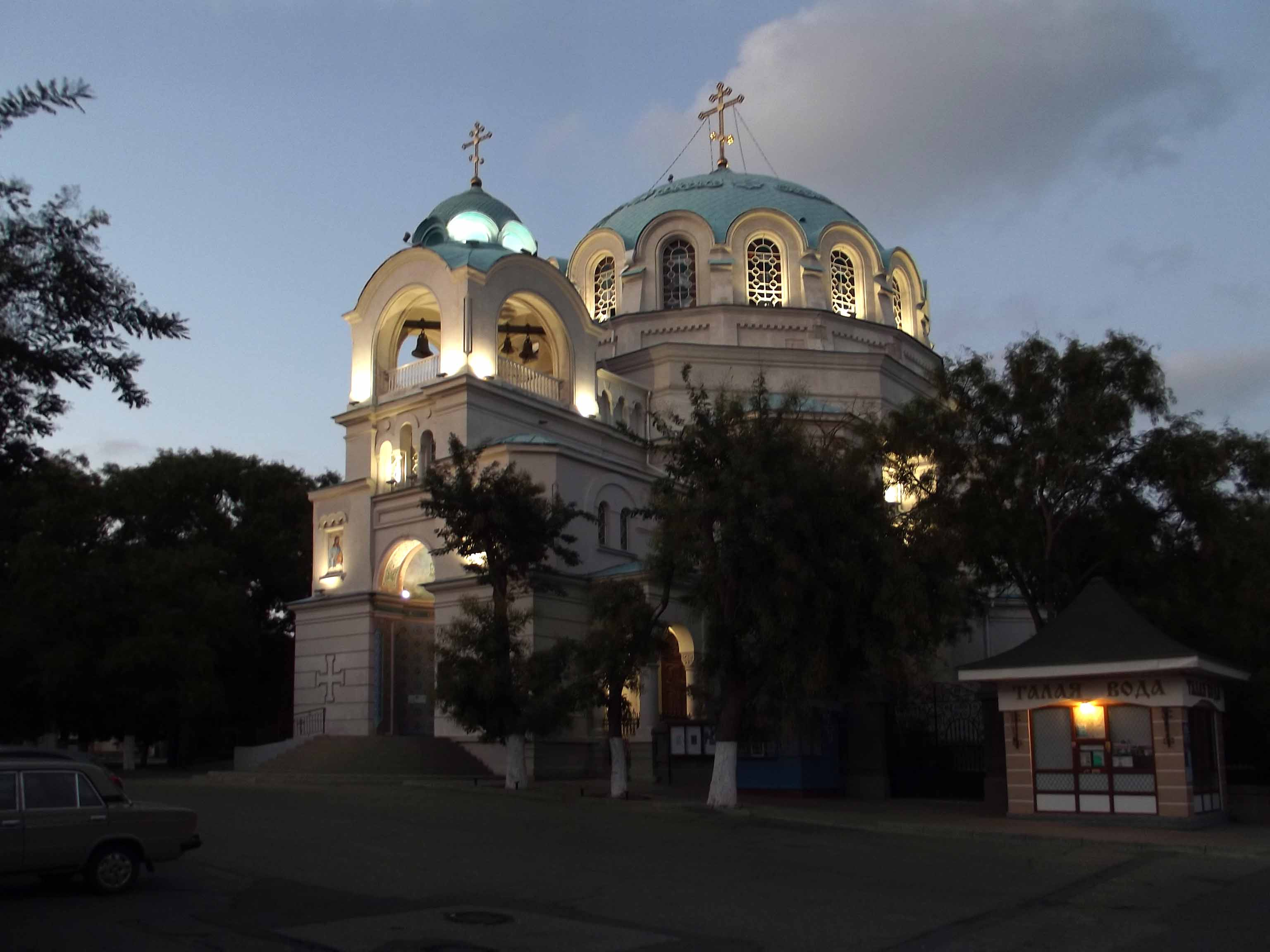
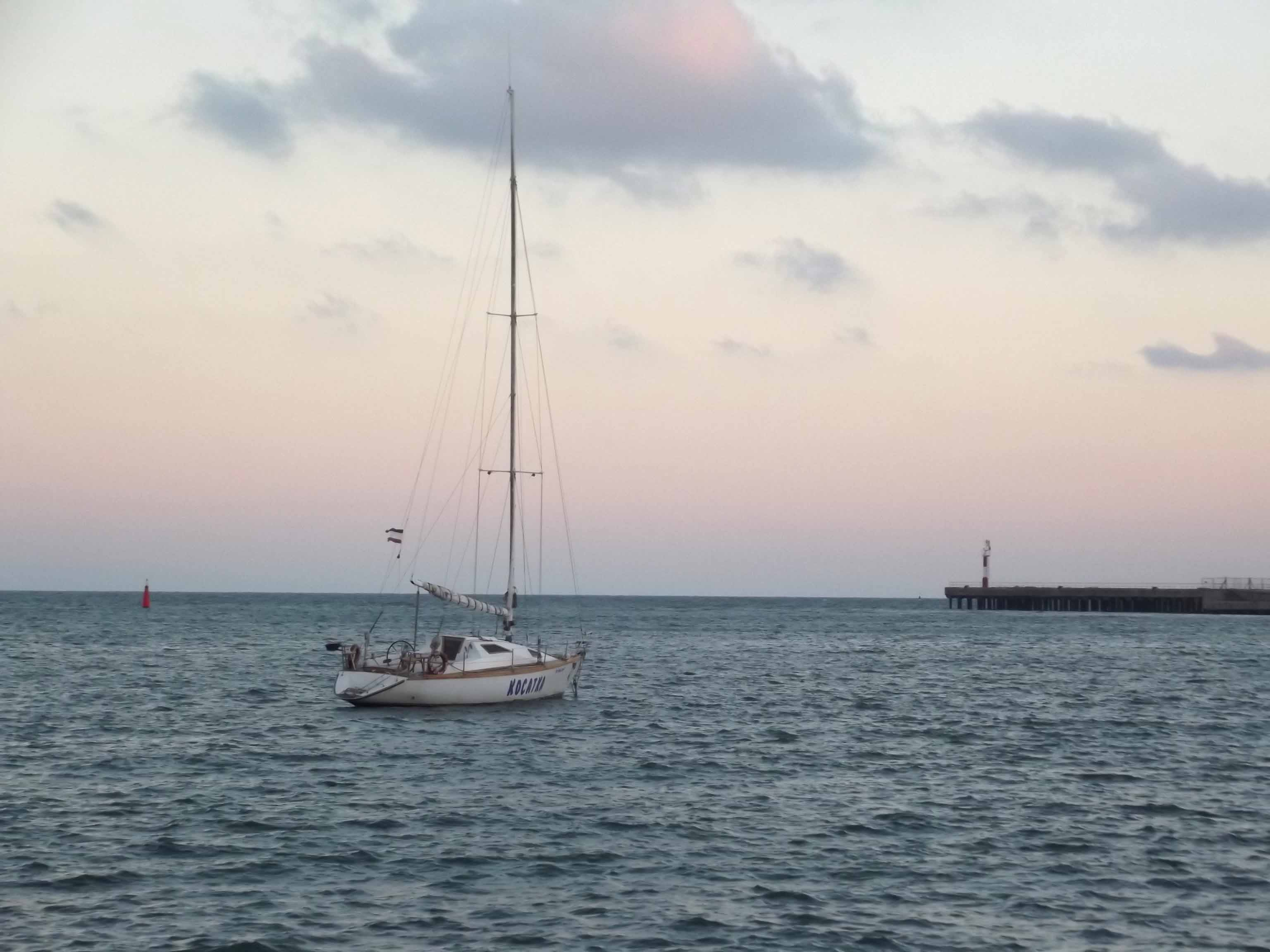
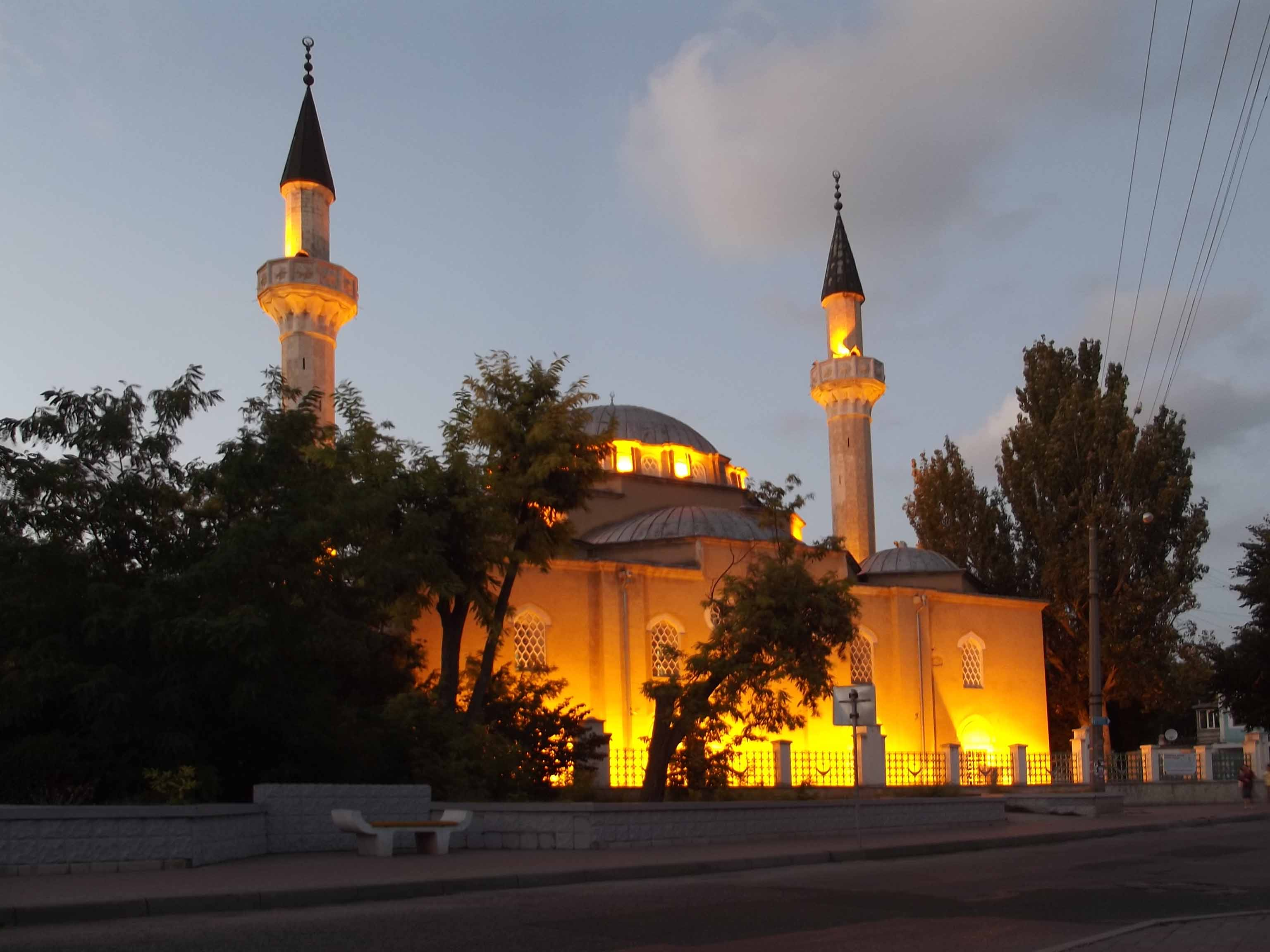

## Курорт

### Природные факторы

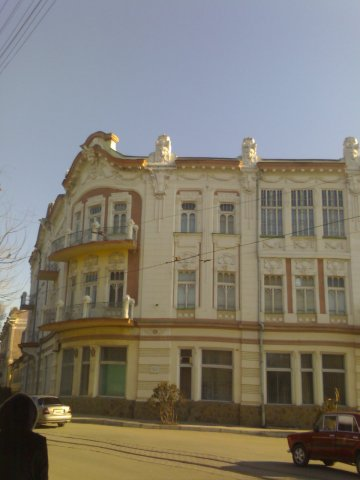
Пансионат «Орбита»

Из природных лечебных факторов следует отметить уникальные грязи и рапу, морские и минеральные воды, воздух и солнце, песок и целебные растения. В черте города и в прилежащих местах по береговой линии расположены многочисленные мелкопесчаные пляжи. К востоку от города, в т. н. районе «Солнышко», песок пляжей крупнее, попадаются мелкие полудрагоценные камни. К западу от города тянется череда пансионатов, санаториев и пионерских лагерей.
В окрестностях города — к востоку и к западу от него — разбросаны озёра Мойнакское, Большое Ялы-Мойнакское, Малое Ялы-Мойнакское, Малое Отар-Мойнакское и Сасык. Большой лечебной силой обладают грязи и вода этих озёр, высококонцентрированный соляной раствор — рапа. Озеро Мойнакское в конце 1990-х годов утратило свою ценность как месторождение лечебной грязи в связи с неконтролируемым сбросом в него пресной воды Северо-крымского канала.
Первый источник евпаторийской минеральной воды был открыт комплексной гидрогеологической экспедицией на территории Мойнакской грязелечебницы в 1959 году. Это вода хлоридно-натриевая слабощелочной реакции с температурой 39 °C. Позднее источники термальной минеральной воды были открыты на территории санатория Министерства обороны и Центральной курортной поликлиники. На пересечении улицы Фрунзе и проспекта Ленина находится бювет евпаторийской минеральной воды.
Известные санатории:
- «Победа»
- «Орен-Крым» (бывший имени Островского)
- «Приморский» (бывший имени В. И. Ленина)
- Евпаторийский военный детский клинический санаторий им. Е. П. Глинки[51][52])
- «Ударник»
- «Днепр»
- «Дружба»
- «Имени Розы Люксембург»
- «Мрия»
- пансионат им. Ю. А. Гагарина
- «Здравница»
- «Орлёнок» (Не работает)

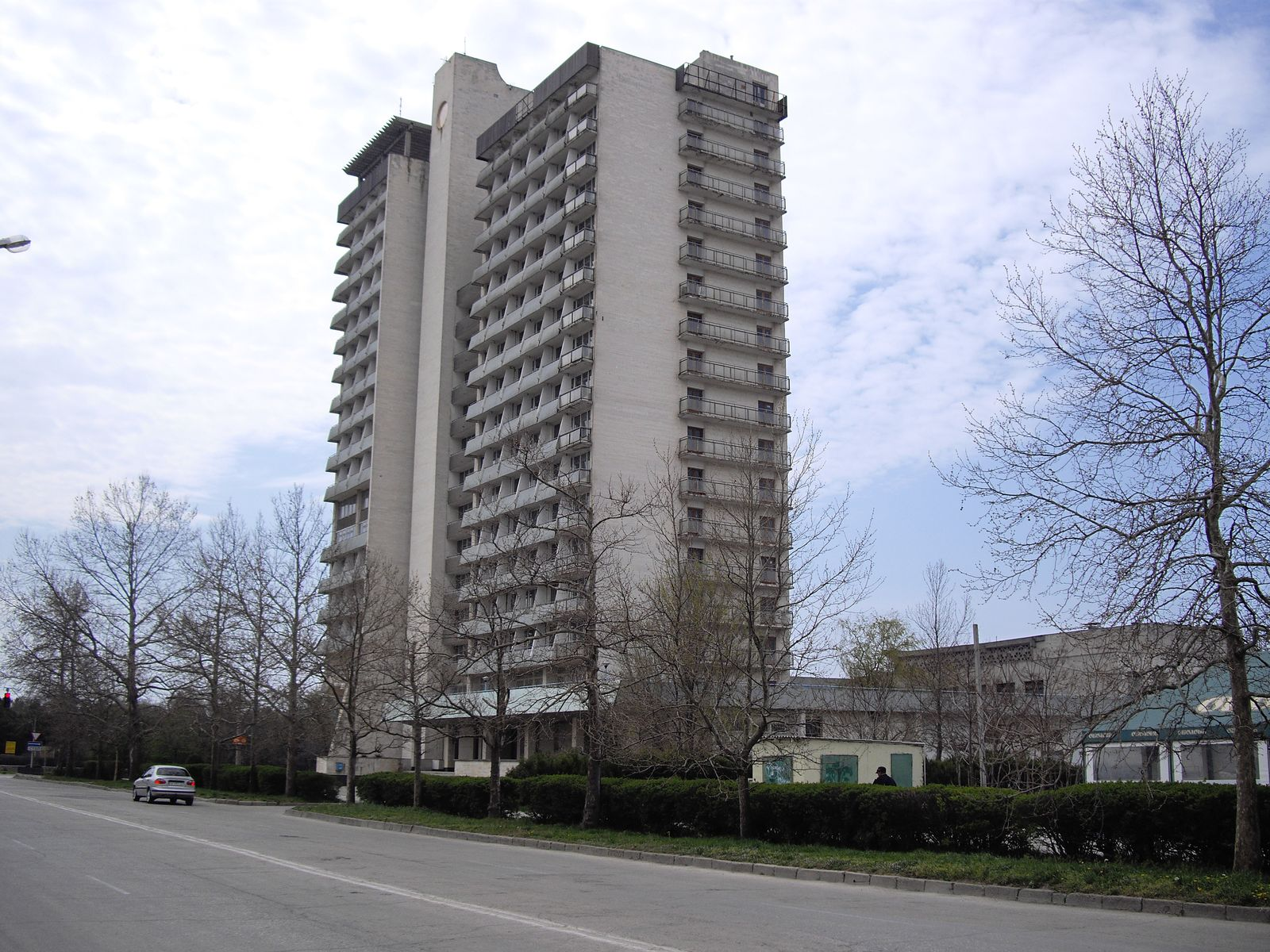
Гостиница «Евпатория»
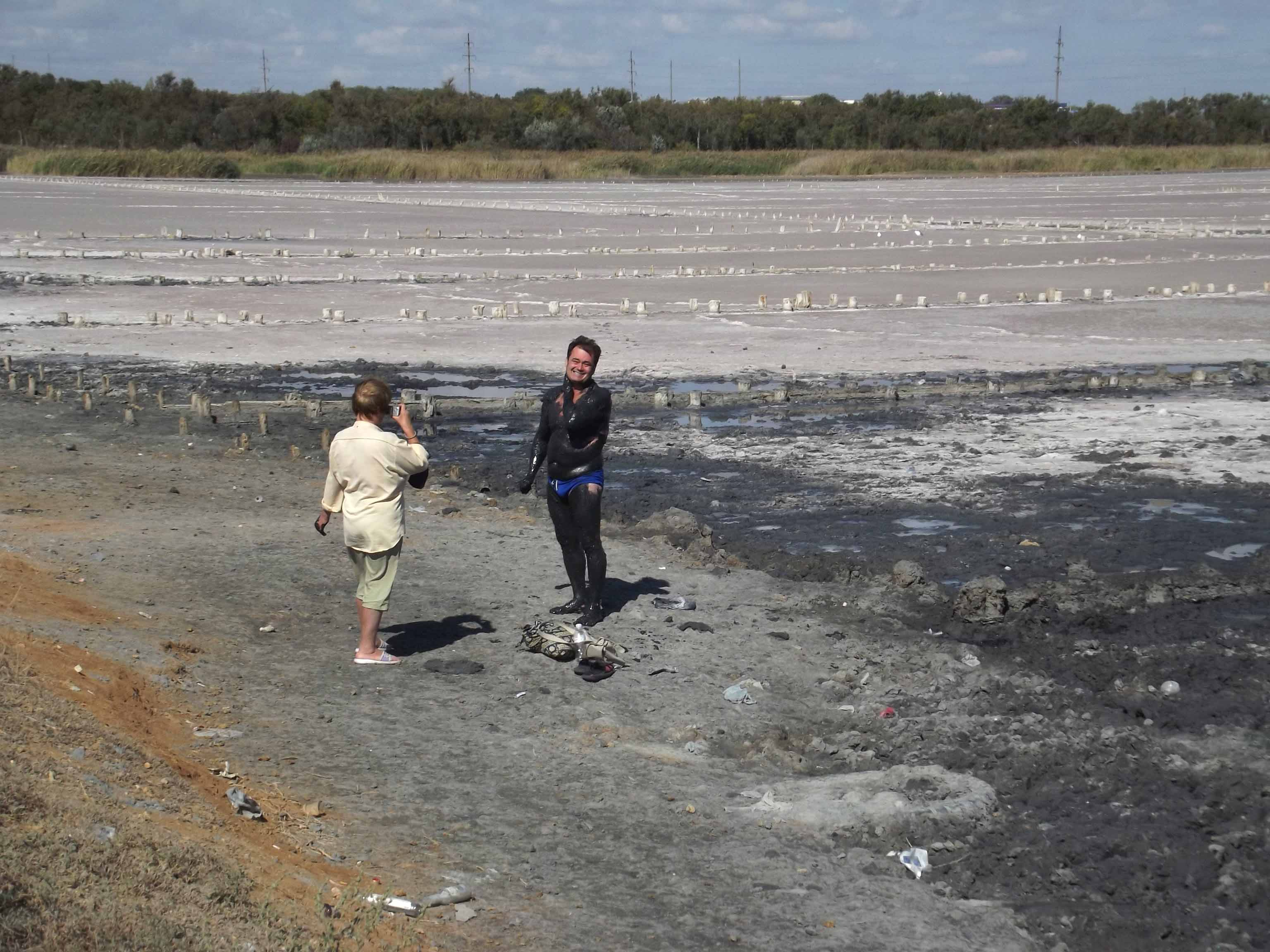
Остатки грязелечебницы «Мойнаки»
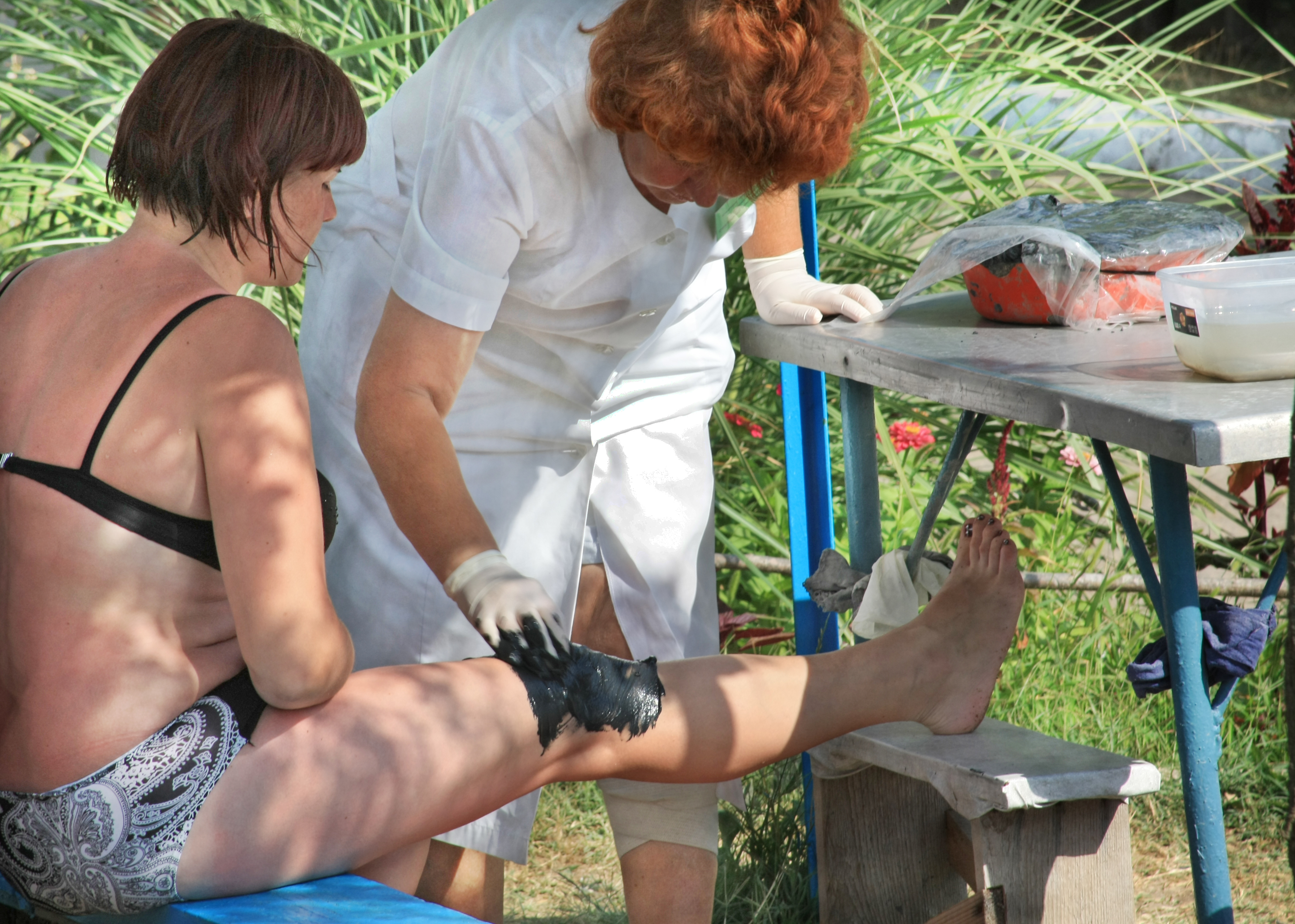
Древнеегипетский метод — смазывание илом в Евпатории, Мойнакское озеро
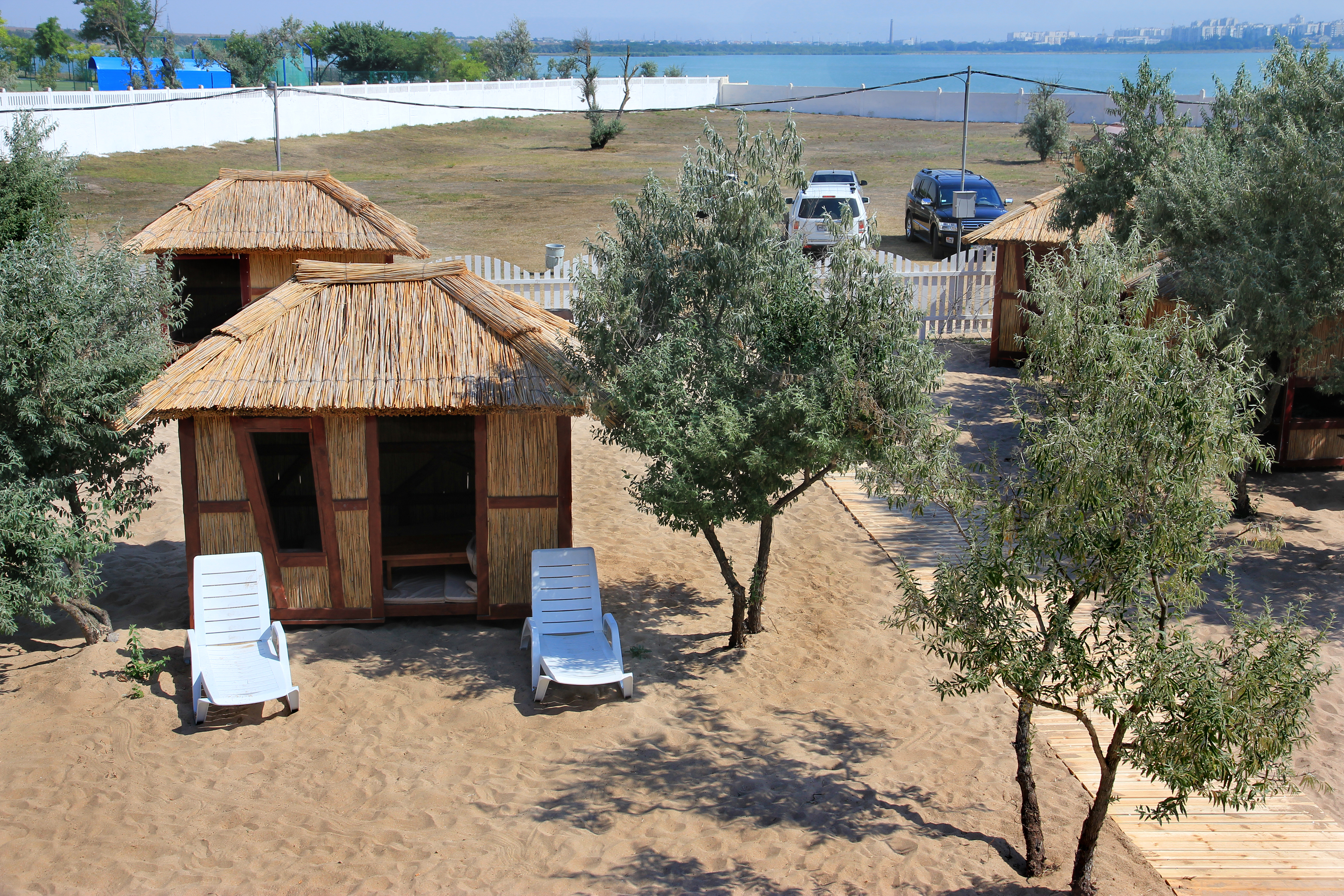
Отдых на берегу озера Мойнаки
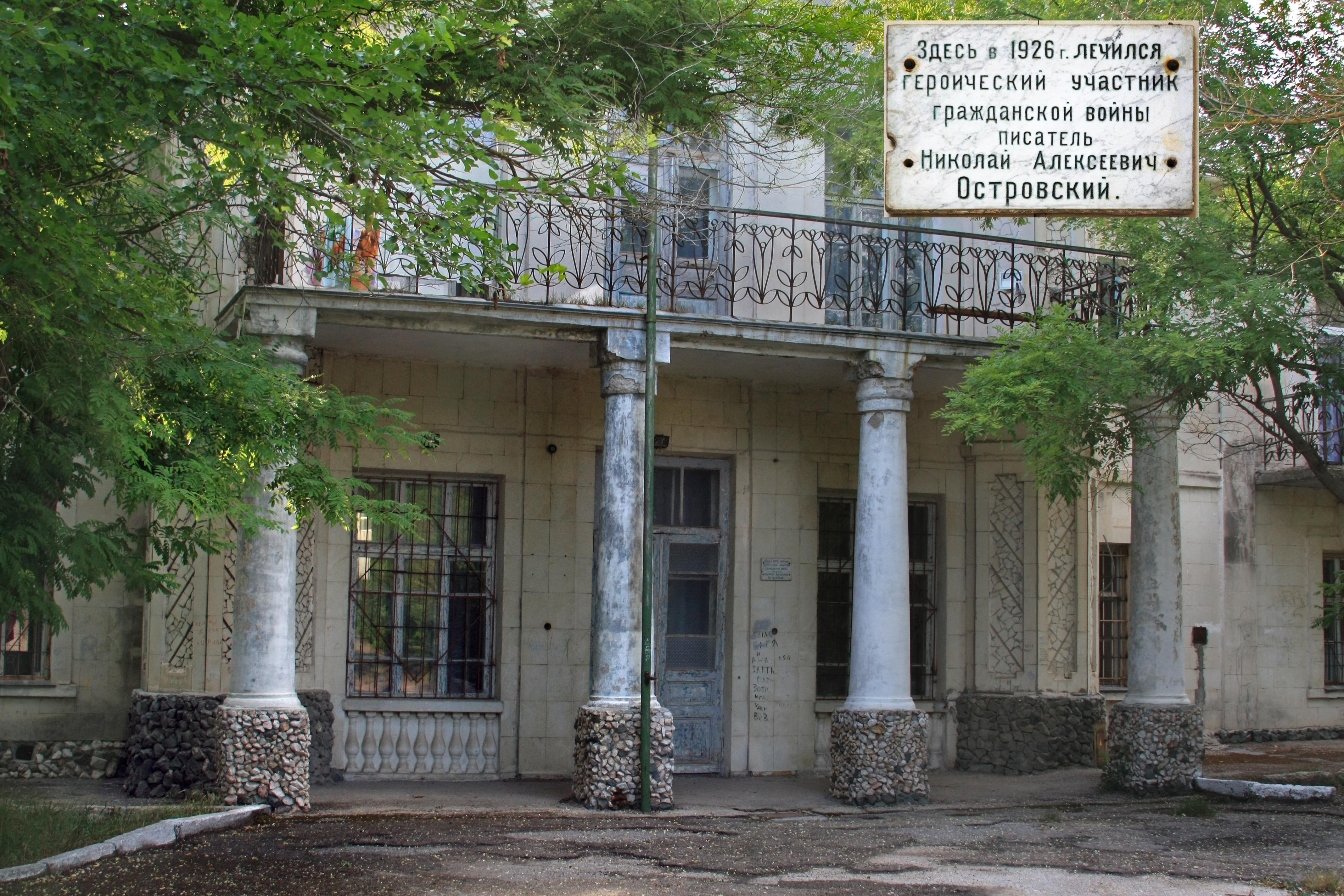
В 1926 году писатель Николай Островский проходил курс лечения в санатории «Мойнаки» (в настоящее время «Родина») о чём и напоминает мемориальная доска на одном из корпусов
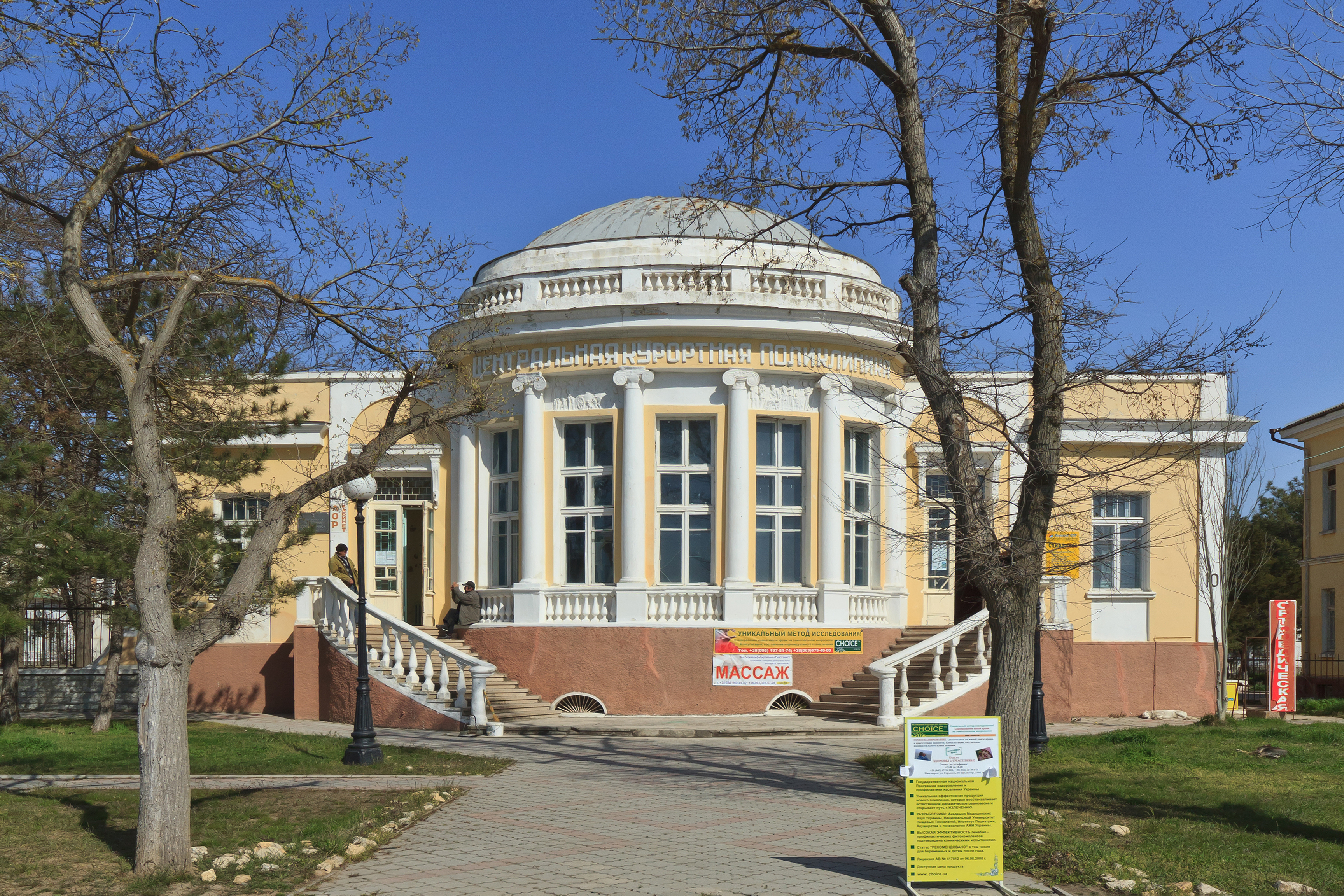
Курортная поликлиника

### Пляжи Евпатории

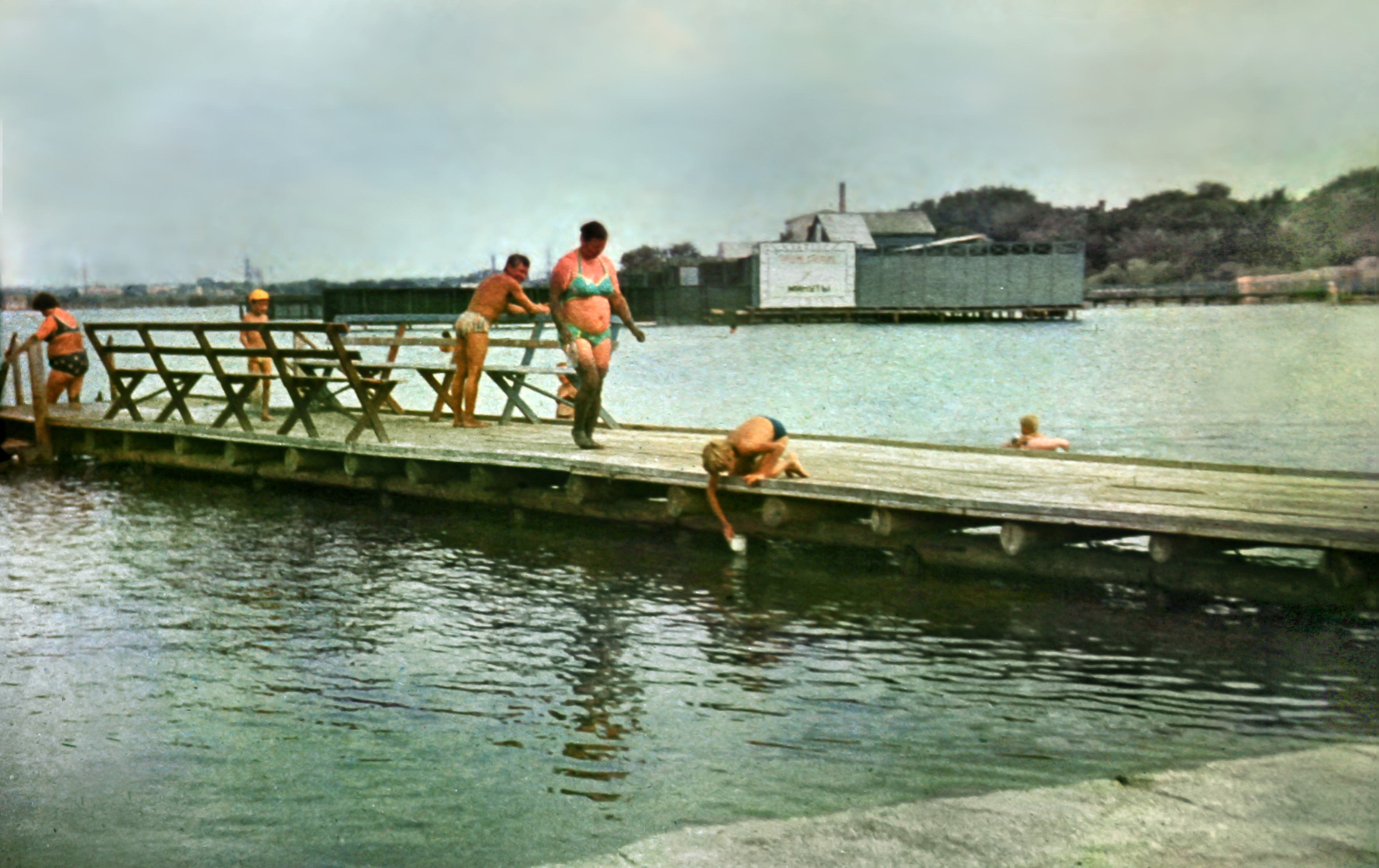
Грязебальнеолечение в озере Мойнаки 1980г.
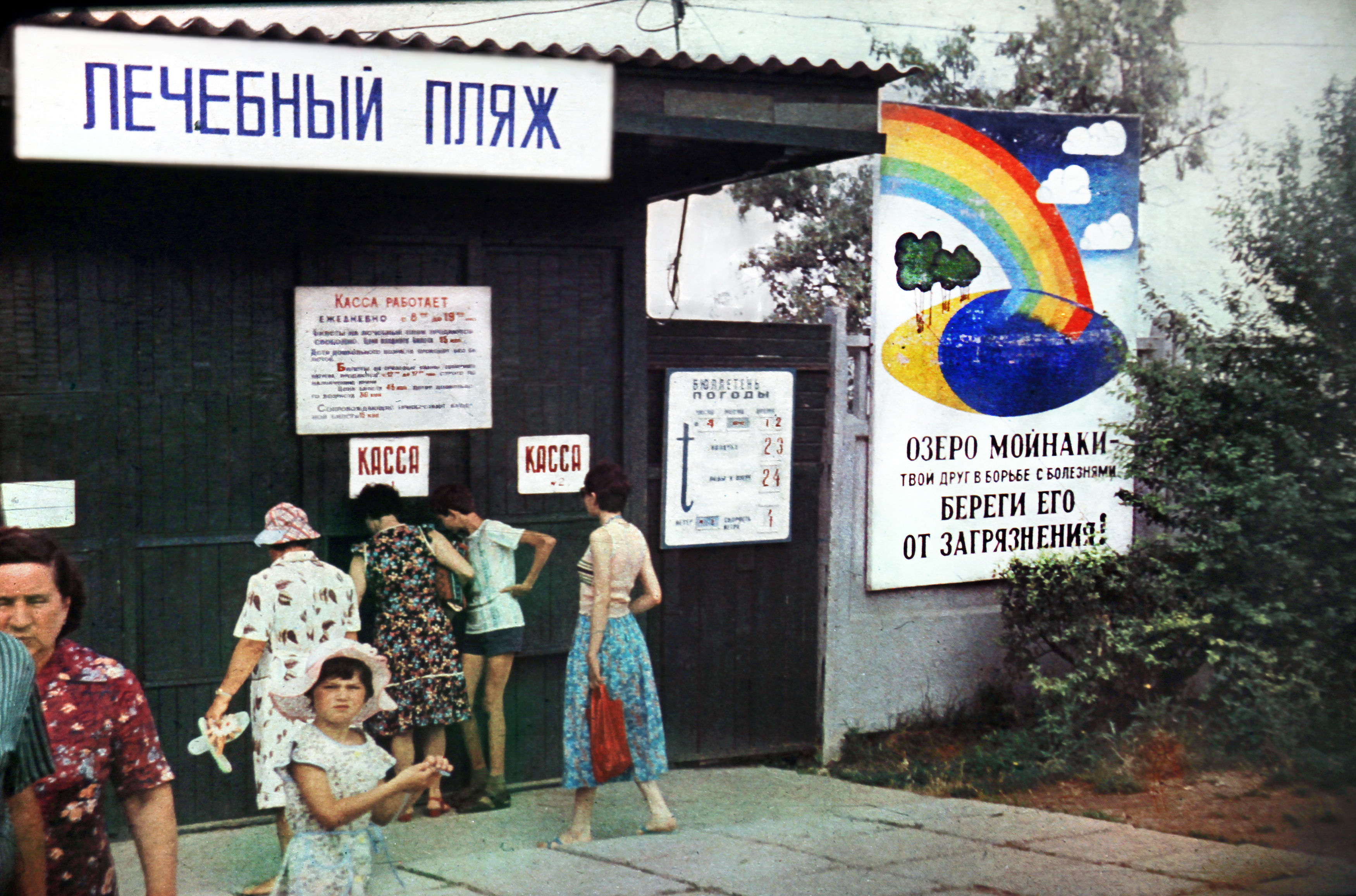
Грязебальнеолечение в лимане Мойнаки 1980г.
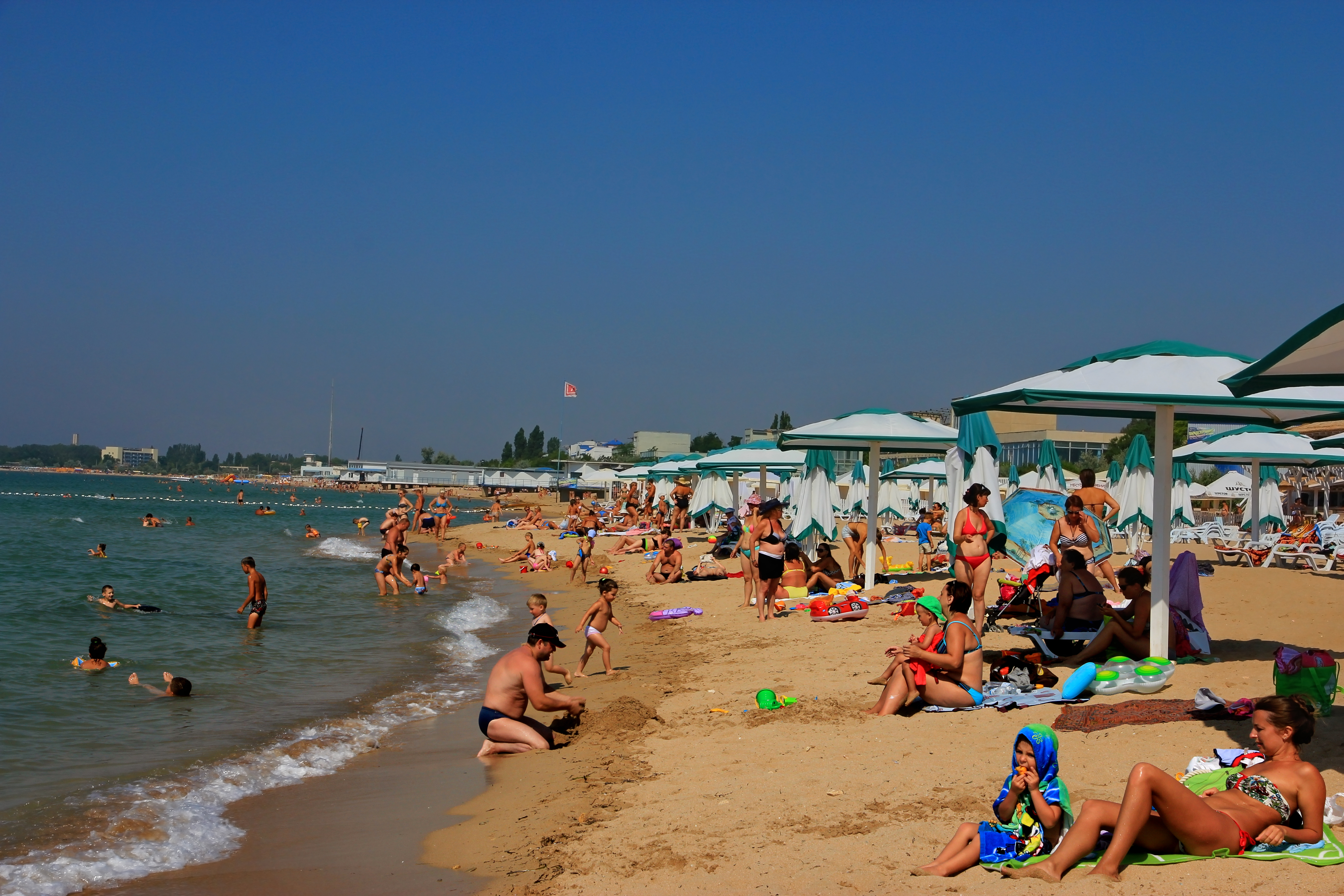
Золотистый пляж на побережье Чёрного моря
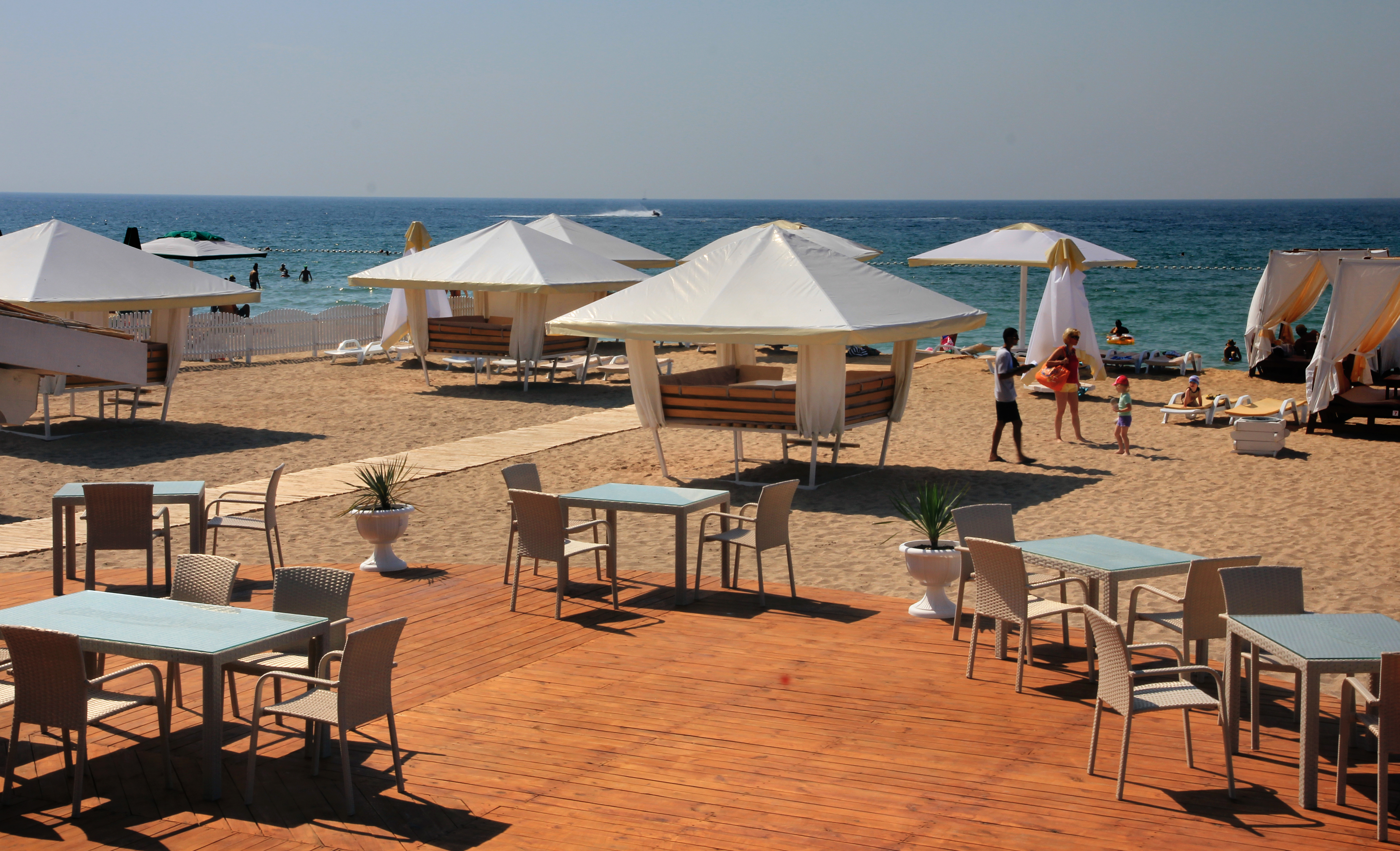
Отдых на побережье Чёрного моря в Евпатории

Уникальные по своему строению и расположению. Практически единственное место в Крыму, где песчаное морское дно у берегов и редко появляются волны. Огромная линия пляжей вдоль всего побережья города (более 30 км) способна принять более 3 млн отдыхающих. Основная часть — это пляжи санаториев, куда разрешён ограниченный вход. Многие пляжи Евпатории благоустроены, некоторые имеют спасательные станции. Много различных видов водного отдыха и проката плавсредств.
- Основой пляж «Центральный» — 800 метров в центе парка им. Фрунзе, где имеется пирс для прогулочных катеров.
- Пляж Новый — район Пересыпи — 6 км различных по цене и услугам пляжей — также имеется пирс для катеров.
- Пляж Магнат — район оз. Мойнаки — спасательная станция, тихое море, приятный персонал.
- Пляж Северный — Заозёрное — в основном отдых для родителей с детьми.
- Пляжи Чайка — много мест для свободного отдыха

### Туризм и экскурсионное обслуживание
В городе есть три экскурсионных маршрута — «Малый Иерусалим», «Городище Чайка», «Современная Евпатория» (имеется концепция создания ещё нескольких). Кроме того, в летнее время проводится большое число обзорных экскурсий по городу.

### Текие дервишей

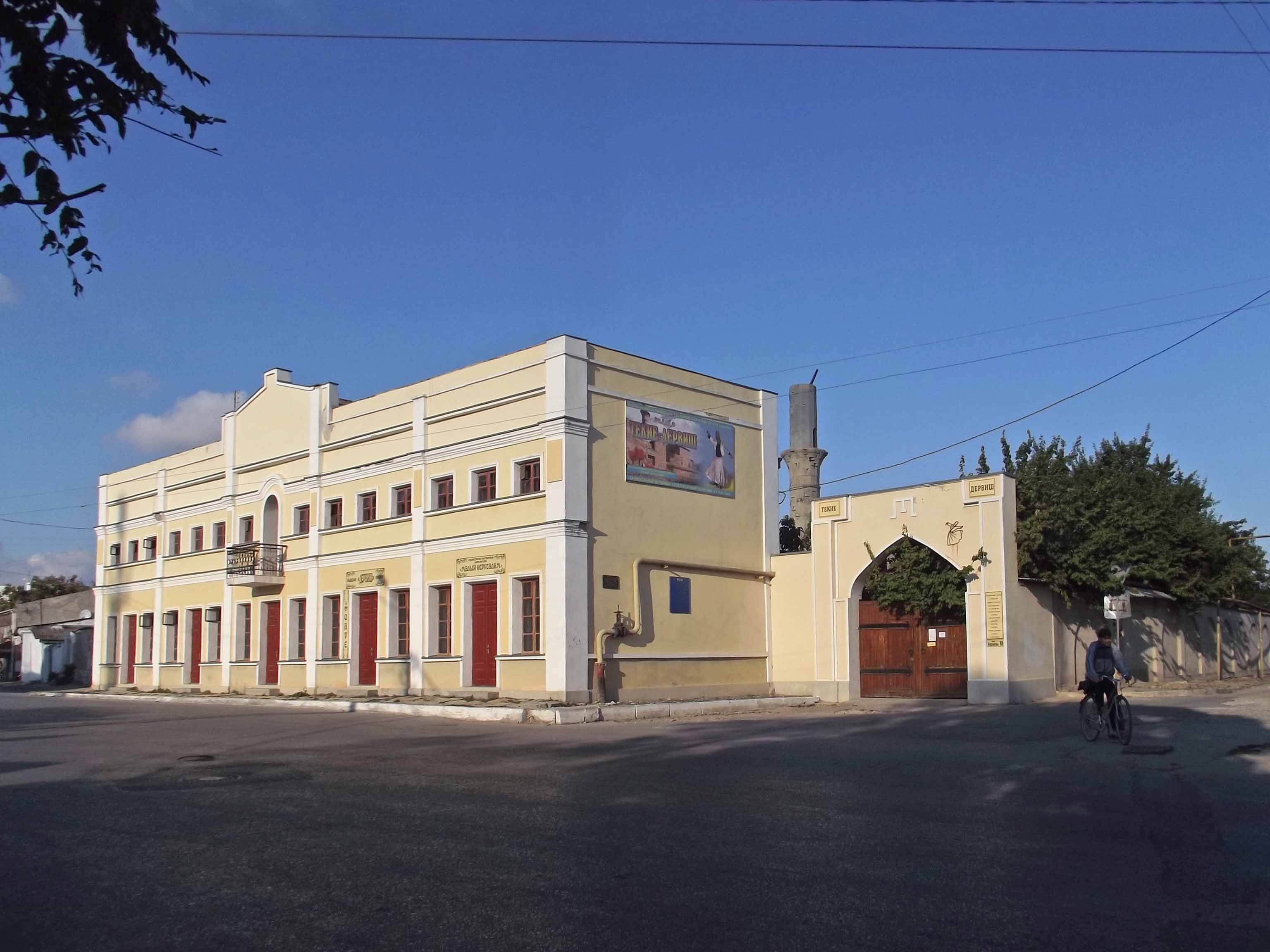
Текие дервишей

## Достопримечательности

### Турецкие бани
В старом городе (ул. Красноармейская, 20) находились турецкие бани XVI века. Бани работали до 1987 года (около 500 лет), сейчас этот памятник закрыт и полуразрушен.

### Кяризы
Интереснейший археологический памятник Евпатории — кяризы, древний водопровод, построенный предположительно в XIV–XV веках. Представляет собой систему коридоров (кяриз), предназначение которых — снабжение города водой. В некоторых источниках кяризы называются резервным водопроводом, использовавшимся в случае уничтожения врагом основного, идущего из-за города. Однако данное убеждение более чем неправильное. Гезлев находился в безводной степи, единственным пресным источником воды могли служить только колодцы, а какой смысл располагать колодцы за городом, поднимать из них воду и доставлять по водопроводу в город. Кяризы имеют несколько веток, идущих далеко за город, но проследить их примерное расположение можно и сейчас, имея схему Гезлёва. Коридоры проходили под дворами домов, и в каждом дворе имелся колодец, через который воду из кяриз поднимали на поверхность. Кяризы — это самотёчный водопровод; осадки, грунтовые воды, проходя через разные слои почвы и фильтруясь через них естественным образом, попадали в узкий коридор 1–1.5 метра в ширину и 2–2.5 метра в высоту, где стекали в глиняную трубу, находящуюся под каменной плитой пола и самотёком стекали к небольшим выемкам в полу, над которыми находились колодцы и далее в основные подземные резервуары воды, крупнейший из которых располагался в районе старых турецких бань. Не следует путать с русско-турецкими банями в пер. Красноармейском. Ныне этих бань не существует, на их месте стои́т частное домовладение, однако часть сарая в этом домовладении — это часть здания бани, с круглой крышей и древней каменной кладкой.
Кяризы недоступны для посещения. Входы в них имеются в некоторых частных домовладениях, они замусорены и залиты нечистотами, сливаемыми в них местными жителями. Хотя кяризы в 1990 году и были взяты под охрану как памятник древности, в реальности они находятся в очень плачевном состоянии.
Кяризы были исследованы Л. А. Моисеевым в 1918–1919 гг., а также в 1970-х гг. группой краеведов Э. Рычко и В. Марченко. Их предложение восстановить, реставрировать и очистить водопровод, открыв его как памятник архитектуры, было отклонено Горсоветом. На данный момент исследование кяриз ведётся небольшой группой энтузиастов — жителей города.

### Свято-Николаевский собор
Построен на месте обветшавшего здания церкви Святого Николая Мирликийского в конце XIX века по инициативе благочинного протоиерея Я. Чепурина. Место алтаря разобранного храма отмечено памятным зна́ком, который находится за алтарём собора. Собор был освящён в 1899 году. Архитектор — А. О. Бернардацци. Над оформлением интерьеров и иконостаса работали художники В. В. Соколовский, С. И. Строев и флорентийский мастер Ваннуки.

### Греческий храм Святого Илии

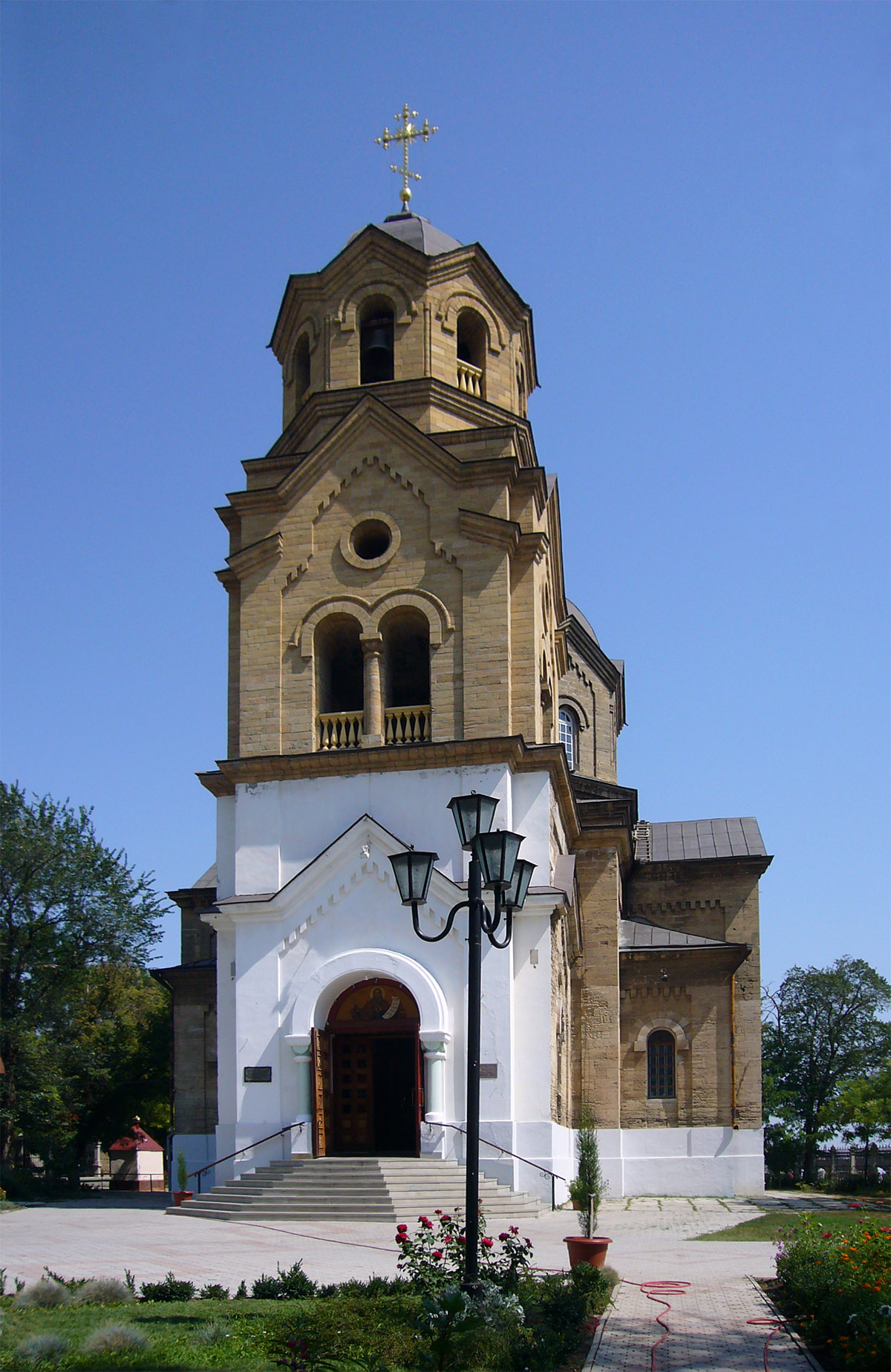
Свято-Ильинский храм

### Армянская церковь Сурб Никогайос
Церковь Сурб Никогайос (Святого Николая) расположена на улице Интернациональной, в глубине застройки старого города. Церковь была построена в 1820 году. В архитектуре храма великолепно сочетаются традиции армянского народа и русского классицизма. Здание возведено из гладко отёсанных блоков белого известняка. Некогда это была купольная базилика, три её нефа перекрыты сводами, алтарная часть завершена полукруглой апсидой. Покоившиеся на 4-х колоннах восьмигранный барабан и купол утрачены. Фасады здания сохранились лучше, примечательно сочетание оконных проёмов различных форм, расположенных в два уровня. Над нижним рядом прямоугольных окон, оформленных наличниками со стрельчатой бровкой, расположен ряд круглых проёмов. На восточной стене сохранился хачкар — рельефное изображение процветшего креста, непременный атрибут армянской культовой архитектуры.
Путешествуя по Крыму в 1825 году, видный армянский путешественник, этнограф, член конгрегации мхитаристров Венеции Минас Бжишкян говорит о существовании в Евпатории армянской общины, состоявшей из 90 армянских домов с недостроенной церковью св. Никогайоса. «18 июня 1817 г. на месте первой церкви они основали нынешнюю каменную церковь того же имени, воздвигнутую величественно на широких арках; церковь имеет три двери и колонный двор; но до сих пор остаётся без крыши; армяне богослужение проводят в часовне.» В Евпатории до 1778 года уже существовала церковь святого Никогайоса, позднее сожжённая татарами. Строительство новой церкви было завершено, как считает В. А. Микаелян, только в 1830–1840-х годах. Однако определение времени сооружения храма вызывает сильные сомнения. Так, Н. Мурзакевич, описывая поездку в Крым в 1836 году, рассказывает: «По примеру караимов, построивших красивую синагогу, и они [армяне] было принялись строить красивую церковь; но по недостатку денег не кончили её».

Мемориал депортированным крымским татарам

- Евпаторийский дендропарк

## Экономика
Евпатория — крупнейший промышленный центр северо-западного Крыма. Главными отраслями являются пищевая, лёгкая промышленности. Всего в городе находится около 30 значительных предприятий, среди которых завод «Евпаторийские колба́сы», «Евпаторийский хлебозавод», «Евпаторийский молокозавод», ООО «Евпаторийский винзавод классических вин», «Евпаторийский пивобезалкогольный завод», ликёро-водочный завод «Интавр», несколько цехов по производству хлебобулочных, колбасных, кондитерских изделий. Среди предприятий лёгкой промышленности представлены швейная фабрика, фабрика игрушек, мебельная фабрика «Дарвис», завод «Стройдеталь», завод «Вымпел», производственное объединение «Лукулл» производит слуховые аппараты, обувная фабрика «Таврия». В апреле 2016 года в Евпатории началось строительство современной обувной фабрики на 1 миллион пар обуви в год фирмы «Zenden». В городе работает собственная типография, множество частных предприятий и организаций. На северной окраине города расположился крупнейший завод с открытыми карьерами и шахтами, по добыче и производству камня ракушечника, «Евпаторийский завод строительных материалов». В период с 2016 по 2020 год в городе планируется создать Евпаторийский индустриальный парк, куда войдут 12 новых предприятий.
Евпаторийский морской торговый порт перерабатывает строительные грузы. Имеет собственное месторождение песка на озере Донузлав. Основная деятельность порта — перевалка песка и зерна, а также обработка судов восточного направления.

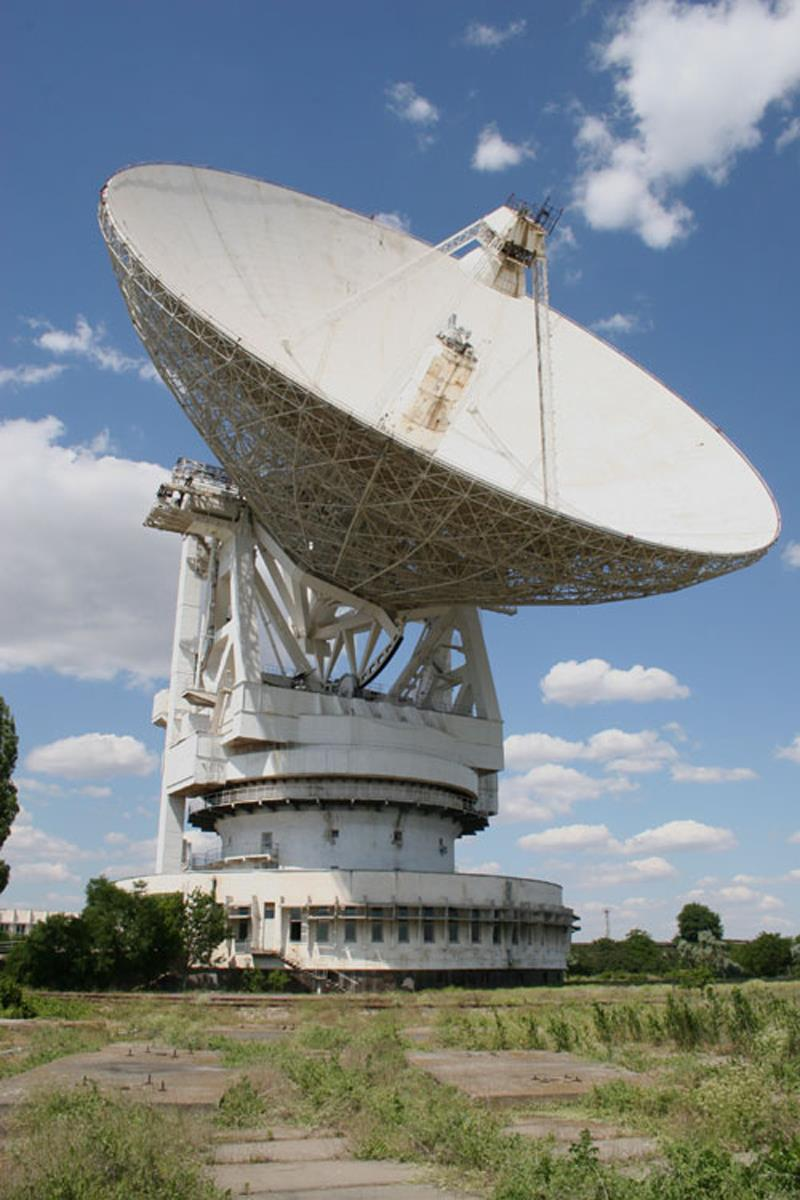
70-метровая антенна П-2500 (РТ-70), Евпатория

Недалеко от города расположен Центр дальней космической связи (в 1996–2014 гг. — Национальный центр управления и испытаний космических средств), созданный в 1960 году. Техническую основу Центра составлял космический радиотехнический комплекс «Плутон», оснащённый уникальными антеннами АДУ-1000, которые не имеют мировых аналогов.
12 февраля 1961 года Центр дальней космической связи приступил к управлению полётом первой в мире автоматической межпланетной станции «Венера-1». В 1965 году были осуществлены запуски аппаратов «Венера-2» и «Венера-3». Со временем был запущен целый ряд космических аппаратов серий «Эхо», «Венера», «Марс», с помощью которых отрабатывались вопросы динамики полётов и посадки на планеты Солнечной системы, изучение атмосферы планет, передачи информации.

### Банки
На 1 марта 2021 года в Евпатории работают следующие банковские учреждения:
- Генбанк филиал (3 отделения).
- Российский Национальный Коммерческий Банк филиал (7 отделений).
- АБ Россия филиал (1 отделение).
- Черноморский банк развития и реконструкции филиал (1 отделение).

На 1 января 2024 года в Евпатории также в дополнение к вышеуказанным работают филиалы Сбербанка и ПСБ.

## Транспорт
Городской транспорт

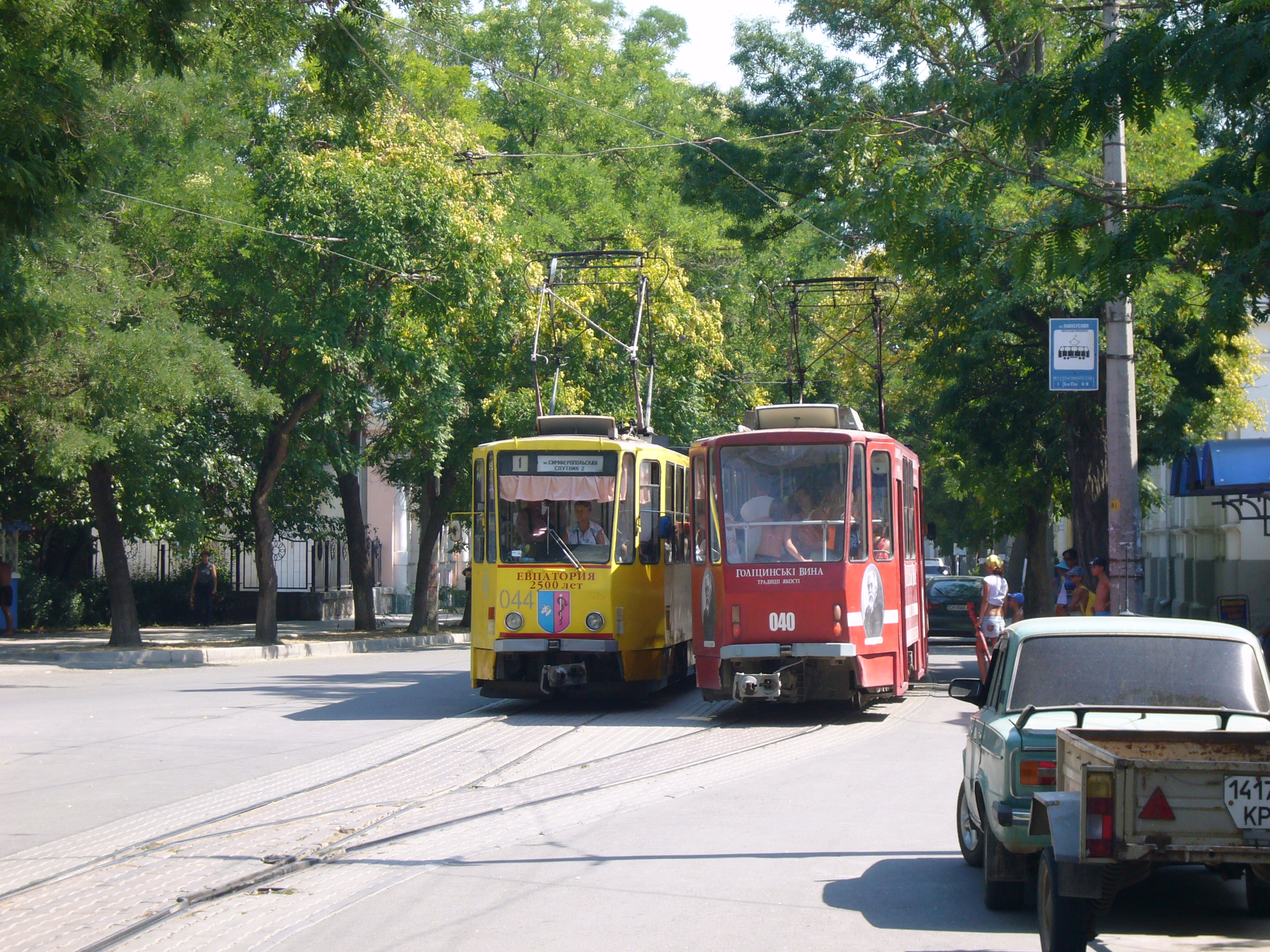
Евпаторийский трамвай, 2006 г.

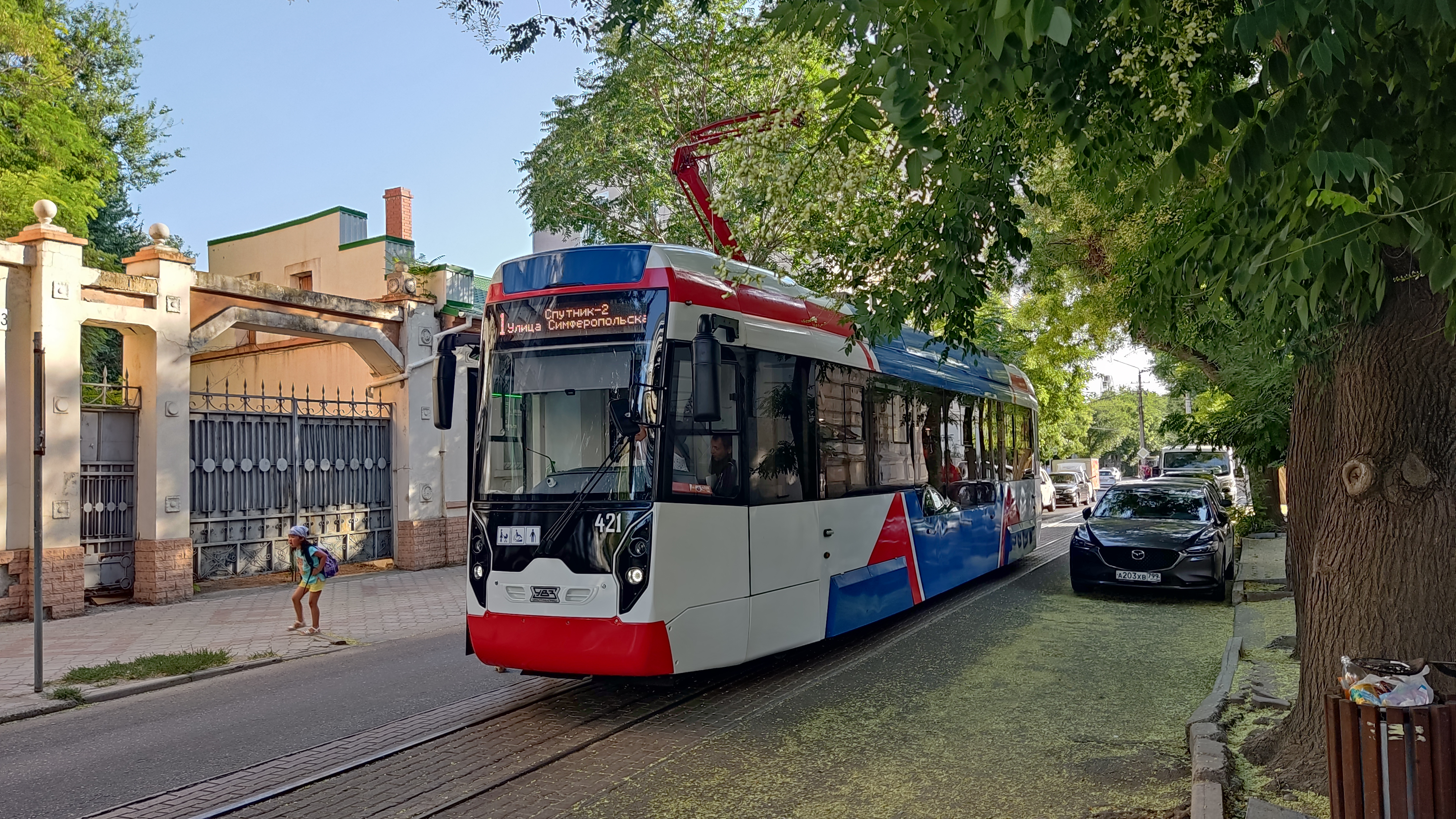
71-411 на 1 маршруте, 2021 г.

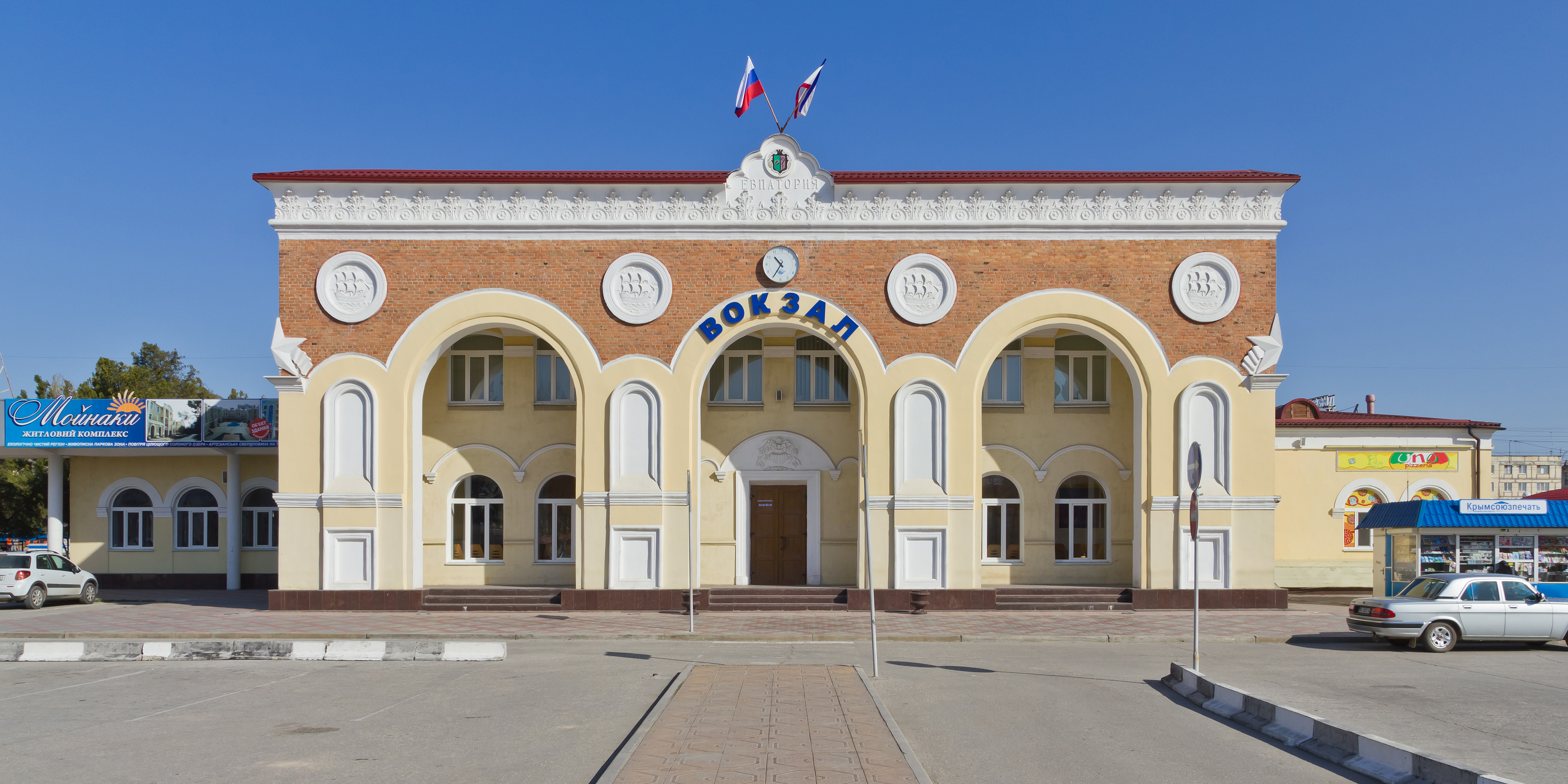
Вокзал Евпатория-Курорт

Перемещение из Евпатории в другой город Крыма осуществляется автобусами, поездом (станция Евпатория-Курорт), есть путь морем. В городе есть трамвай (четыре маршрута общей протяжённостью 22 км) — одна из шести трамвайных систем на колее 1 000 мм на территории бывшего СССР и единственная трамвайная система в Крыму. Открытая в 1914 году, она до сих пор пользуется большой популярностью у жителей, несмотря на то, что в последние годы отмечается значительное увеличение перевозок автобусами. Евпаторийский автобус — это недавно обновлённый транспорт в большей степени марки «ПАЗ» и «ГАЗ». 22 маршрута охватывают весь город. В городе действуют 12 фирм такси.
Автобусные маршруты:
| №   | Маршрут                                              |
| --- | ---------------------------------------------------- |
| 1   | Строймаркет «Новая площадь» — Микрорайон «Спутник-2» |
| 2   | Станция Евпатория товарная — Супермаркет «Фуршет»    |
| 3   | Бизнес-центр «Акватория» — Мирновское шоссе          |
| 4   | Строймаркет «Новая площадь» — Агрохолдинг «Нива»     |
| 6   | Новый пляж — ул. Киевская                            |
| 6а  | Новый пляж — ул. Кирова                              |
| 8   | Центральный рынок — пгт. Заозёрное «2-я площадка»    |
| 9   | ул. 9 Мая — Авиаремонтный завод                      |
| 10  | Оптовая база — санаторий «Юбилейный»                 |
| 13  | Агрохолдинг «Нива» — Морской торговый порт           |
| 17  | ул. Полупанова — садовое товарищество «Сосновый бор» |
| 20  | Автовокзал — посёлок Мирный                          |
| 21  | Автовокзал — посёлок Новоозёрное                     |
| 22  | Центральный рынок — Уютное                           |
| 23  | Центральный рынок — Ленок                            |
| 102 | Автовокзал — посёлок Великое                         |
| 109 | Центральный рынок — Витино                           |
| 117 | Центральный рынок — Желтокаменка                     |
| 137 | Центральный рынок — Молочное                         |
| 151 | Автовокзал — посёлок Ромашкино                       |

Трамвайные маршруты:
| № | Маршрут                                                       |
| - | ------------------------------------------------------------- |
| 1 | Микрорайон «Спутник-2» — ул. Симферопольская                  |
| 2 | Микрорайон «Спутник-2» — Городской театр (сезонный маршрут)   |
| 3 | Железнодорожный вокзал Евпатория-курорт — Гостиница «Украина» |
| 4 | ул. Симферопольская — Новый пляж (сезонный маршрут)           |

Прочий транспорт
- Автомобильные дороги общегосударственного и местного значения — 273 км.
- Трамвайные пути — 22 км.
- Велодорожки — 7 км.
- Имеется взлётно-посадочная полоса авиаремонтного завода длиной 3 км.

## Средства массовой информации

#### Аналоговое и цифровое телевидение
В Евпатории с 1 апреля 2016 года начала́ своё вещание муниципальная телерадиокомпания «Евпатория ТВ», которая транслирует свои программы через кабельную телесеть, а также в интернете. Имеются сети кабельного телевидения «НТВ», «Элас» и другие, которые покрывают весь город многоканальным аналоговым телевещанием. С государственной РТПС ведётся многоканальное, как аналоговое, так и цифровое телевещание в формате DVB-T2.
| № | ТВК | Частота | называние     |
| - | --- | ------- | ------------- |
| 1 | 26  | 514     | Первый Крым   |
| 2 | 56  | 778     | Миллет        |
| 3 | 23  | 490     | РТРС-1        |
| 4 | 32  | 562     | РТРС-2        |
| 5 | 29  | 538     | РТРС-3 (крым) |

#### Цифровое и эфирное телевидение
Все 30 каналов для мультиплекса РТРС-1 и РТРС-2; Пакет радиоканал, включает: «Вести FМ», «Радио Маяк», Радио России / ГТРК Таврида.
- Пакет телеканалов РТРС-1 (телевизионный канал 60, частота 786 МГц), включает: «Первый Канал», «Россия 1 / ГТРК Таврида», «Матч ТВ», «НТВ», «Пятый Канал», «Россия К», «Россия 24 / ГТРК Таврида», «Карусель», «ОТР», «ТВЦ».
- Пакет телеканалов РТРС-2 (телевизионный канал 41, частота 634 МГц), включает: «РЕН ТВ», «СПАС», «СТС», «Домашний», «ТВ3», «Пятница!», «Звезда», «Мир», «ТНТ», «МУЗ-ТВ».
- Пакет телеканалов РТРС-3 (телевизионный канал 24, частота 498 МГц), включает: Первый Крымский, Мир 24, «Миллет», Крым 24, «Первый Севастопольский», Москва 24.

#### Радиостанция
С вышки РТПС также транслируются три радиостанции в ФМ-диапазоне:
- радио «Вести FM»;
- радио «Крым» 104,7 МГц;
- радио «Звезда» 107,9 МГц.

В Евпатории открылся городской портал «Евпатория Онлайн». В городе работают четыре провайдера доступа к услугам интернета.
В городе большая сеть радиостанций, которые ведут вещание на частотах FM-диапазона, однако собственное радиовещание они не ведут, осуществляя ретрансляционные функции.

#### Пресса
В Евпатории имеется собственная государственная типография, а также несколько частных типографий, издаётся несколько городских газет — коммунальная «Евпаторийская здравница», коммерческие «Евпаторийский объектив», «Визит», «Витрина» и др.

## Наука и образование
Евпатория — центр науки и образования всего западного Крыма, в городе работают:
- 27 детских садов
- 18 общеобразовательных школ, из них две гимназии на базе школ № 4 и 8
- республиканская школа-интернат для детей с заболеваниями сердечно-сосудистой системы
- республиканский детский дом
- две спортивные школы
- школа искусств
- художественная школа
- станция натуралистов и станция юных техников
- 12 детских клубов
- техникум строительных технологий и сферы обслуживания
- индустриальный техникум
- профессионально-техническое торгово-кулинарное училище
- медицинский колледж
- медицинский колледж «Монада»
- институт социальных наук, ФГАОУ ВО «Крымский федеральный университет им. В. И. Вернадского»
- Крымский филиал Краснодарского университета МВД России
- филиал университета «Синергия»
- учебный центр последипломного образования им. Даля
- учебный центр для инвалидов
- НИИ глубокого бурения
- НИИ курортологии и физиотерапии
- кафедра педиатрии, неонатологии, физиотерапии и курортологии, Медицинская академия имени С. И. Георгиевского, ФГАОУ ВО «КФУ им. В. И. Вернадского»
- Научно-исследовательский институт детской курортологии, физиотерапии и медицинской реабилитации
- НИИ космических исследований управления и использования космических средств
- НИИ архитектуры и градостроительства
- НИИ измерительного приборостроения

## Здравоохранение
В городе расположен ряд медицинских учреждений, обслуживающих Евпаторию и территорию западного Крыма, в том числе:
- городская больница № 1;
- городская больница № 2;
- детская клиническая больница;
- инфекционная больница;
- родильный дом;
- психо-неврологическая больница;
- кожно-венерологический диспансер;
- маммологический диспансер;
- центр по борьбе со СПИД;
- противотуберкулёзный диспансер;
- поликлиника № 1;
- детская поликлиника № 1;
- детская поликлиника № 2;
- стоматологическая поликлиника;
- женская консультация;
- центральная курортная поликлиника;
- межрайонный центр охраны зрения;
- межрайонный кардио-нейрососудистый центр;
- межрайонный травматологический центр;
- станция экстренной медицинской помощи;
- филиал республиканского Центра службы крови;
- филиал «Роспотребнадзора»;
- Мирненская, Новоозёрненская, Заозёрненская и Исмаил Бей медицинские амбулатории;
- Частная медицинская клиника «Бьютимед»;
- Частный медицинский центр КТ И МРТ диагностики;
- Так же в городе работают 7 частных медицинских центров, 33 стоматологические клиники и кабинета, 77 аптек, 4 лаборатории.

## Физическая культура и спорт
В городе действует 7 объектов, которые производят физическую и спортивную подготовку евпаторийцев. По состоянию на 2011 год, в общеобразовательных школах города охвачено занятиями физической культурой 13,3 тыс. человек. В спортивных секциях при школах занято 2,9 тыс. человек.
Спортивная база Евпатории включает 3 стадиона, 44 спортивные площадки (в том числе 6 теннисных кортов), 7 футбольных полей, 3 мини-футбольных площадки с искусственным покрытием, 8 тиров, 25 спортивных залов, 9 площадок с гимнастическим оборудованием, 32 помещения для спортивных занятий, из них 16 с тренажёрами.
В черте города участниками велоклуба Extreme оборудовано несколько трасс для кантри-кросса, где проводятся ежегодные международные состязания, в том числе уникальный шестичасовой ХСМ «Ночной марафон».
В 2010 году возле водолечебного озера Мойнаки был основан СК «Арена-Крым» с пятью футбольными полями и освещением. Основная цель СК — популяризация и развитие футбола в Крыму и стране.
В городе находится крупный спортивный паралимпийский центр (п. Заозёрное, бывший п/л Юный Ленинец).
Евпатория принимает большое количество спортивных мероприятий и проводит множество международных спортивных турниров.

## Театры, выставки, музеи, кинотеатры
Театры
В Евпатории работает 9 театров, которые представляют широкий спектр театрального и художественного искусства:
- Евпаторийский городской театр им. А. С. Пушкина;
- Крымский государственный театр юного зрителя;
- Евпаторийский театр кукол «Марионетки»;
- Театр хореографических миниатюр;
- Гендерный интерактивный театр;
- Театр огня «Вольфрам»;
- Евпаторийский театр живой скульптуры;
- Театр на ходулях;
- Театр танца народов мира[55]. (недоступная ссылка)

Евпаторийский городской театр им. А. С. Пушкина был открыт 20 апреля 1910 года постановкой оперы М. И. Глинки «Жизнь за царя». Во многих источниках, рассказывающих об открытии театра в Евпатории, указывается, что первыми артистами в новом театре были артисты Мариинского театра, но это не так. Первыми в Евпаторийском театре выступала труппа под управлением М. Е. Медведева, в состав которой входили П. И. Цесевич, М. И. Менцер, М. М. Скибицкая, С. И. Друзякина, С. Ю. Левик, Успенский и Полуев. Скорее всего, выбор именно этой труппы связан с личными связями между М. Е. Медведевым и братом городского головы Евпатории С. Э. Дувана — Исааком Эзровичем Дуван-Торцовым. Зал, рассчитанный на 900 зрителей, был переполнен.
Фасад здания оформлен в неоклассическом стиле: центральный фронтон опирается на портик с восемью колоннами. Такие же колонны поддерживают перекрытия смотровых балконов. Изящный вид зданию придают украшения из декоративных деталей. Зрительный зал тщательно отделан и имеет прекрасную акустику.
За свою историю в Евпаторийском городском театре успели выступить множество знаменитых артистов: Фёдор Шаляпин, Леонид Собинов, Евгений Вахтангов и др.
Крымский государственный театр юного зрителя создан в июле 2019 года на базе международного центра театрального искусства «Золотой ключик», основанного в 1987 году и ликвидированного в июне 2019 года.
Музеи, галереи
- В городе насчитывается порядка 15 музеев, созданных в разное время, в том числе: Евпаторийский краеведческий музей, музей Ахматовой, музей вина, музей космоса, музей книги, музей медицины, музей почты, музей аптеки, музей всемирного искусства[58]. Интересный музей Крымской войны, являющийся отделением Евпаторийского краеведческого музея, открылся в 2012 году в старинном здании по улице Революции[59].

Евпаторийский краеведческий музей основан 1 февраля 1921 года, когда, по приказу командования 46-й стрелковой дивизии, под Музей старины был выделен бывший особняк купца Ю. М. Гелеловича на ул. Свердлова (ныне ул. Дувановская, 11), открылся для посетителей 30 июля 1921 года.
К 1925 году в музее действовало пять отделов: археологический, атеистический, курортный, производственный и этнографический. Атеистический открыли в караимских кенасах, в мечети Джума-Джами размещался производственный.
В годы немецкой оккупации музей был почти полностью разграблен. В 1968 году музею вновь были переданы здания караимских кенас.
Сейчас в музее хранится 56,8 тыс. экспонатов. Наиболее значительная — археологическая, посвящённая античной Керкинитиде и средневековому Гезлёву — более 37 тысяч.
- С 2007 года в городе работает Галерея актуального искусства «theHarasho» — одна из крупнейших выставочных площадок Крыма, имеющая всё необходимое для проведения масштабных выставок[60].

Прочие объекты
В городе имеются дельфинарий, аквариум, зооуголок.

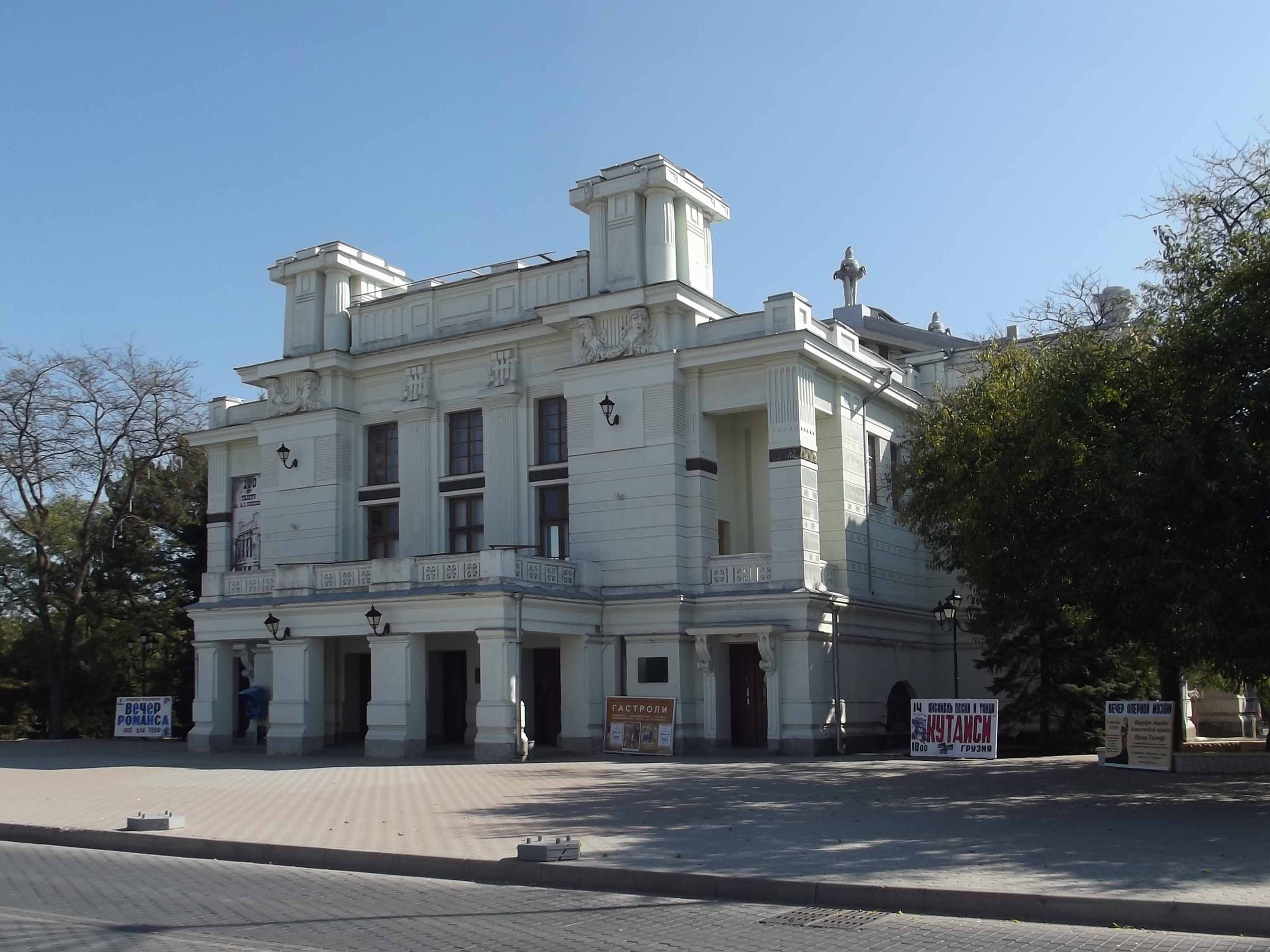
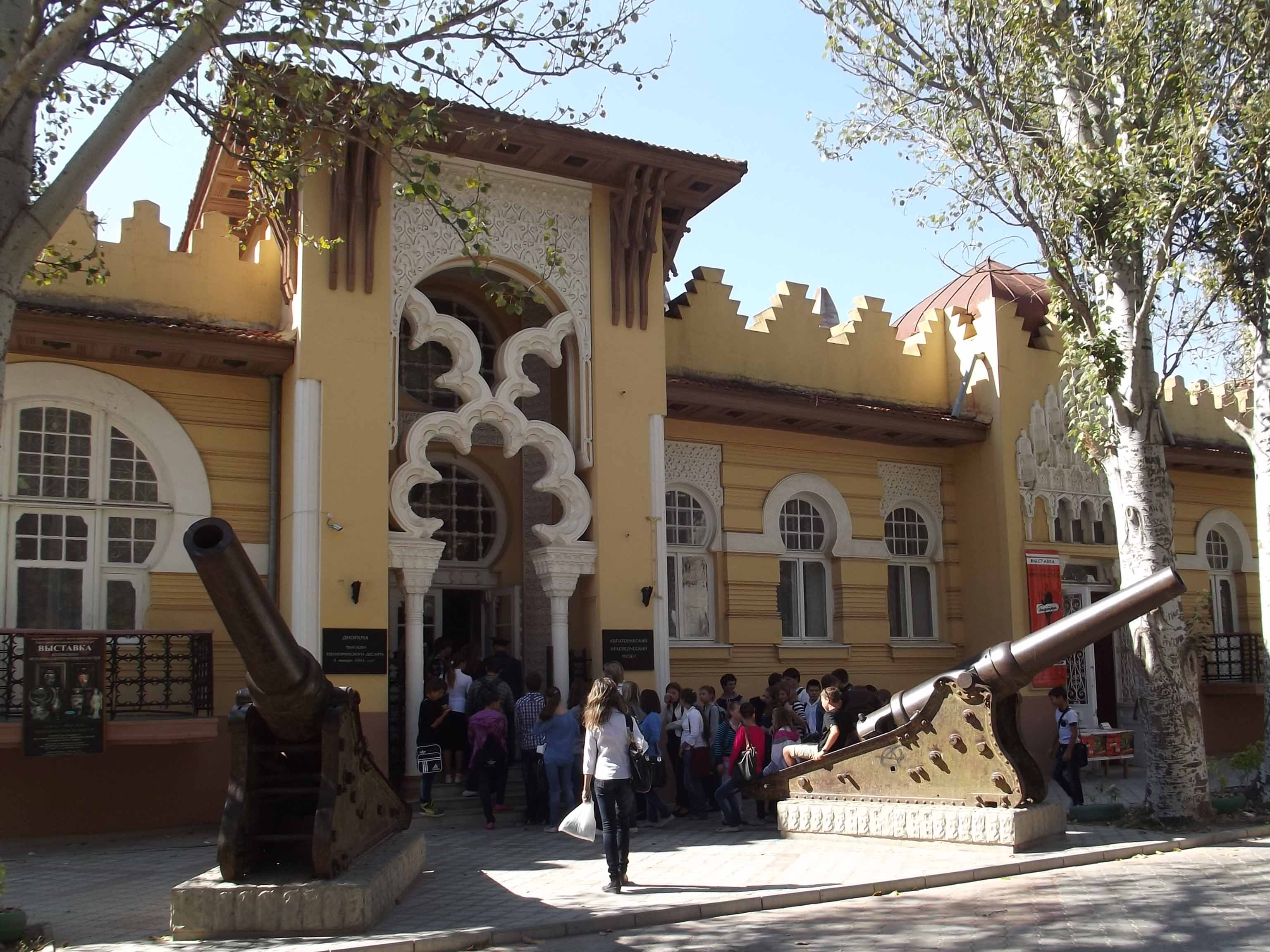
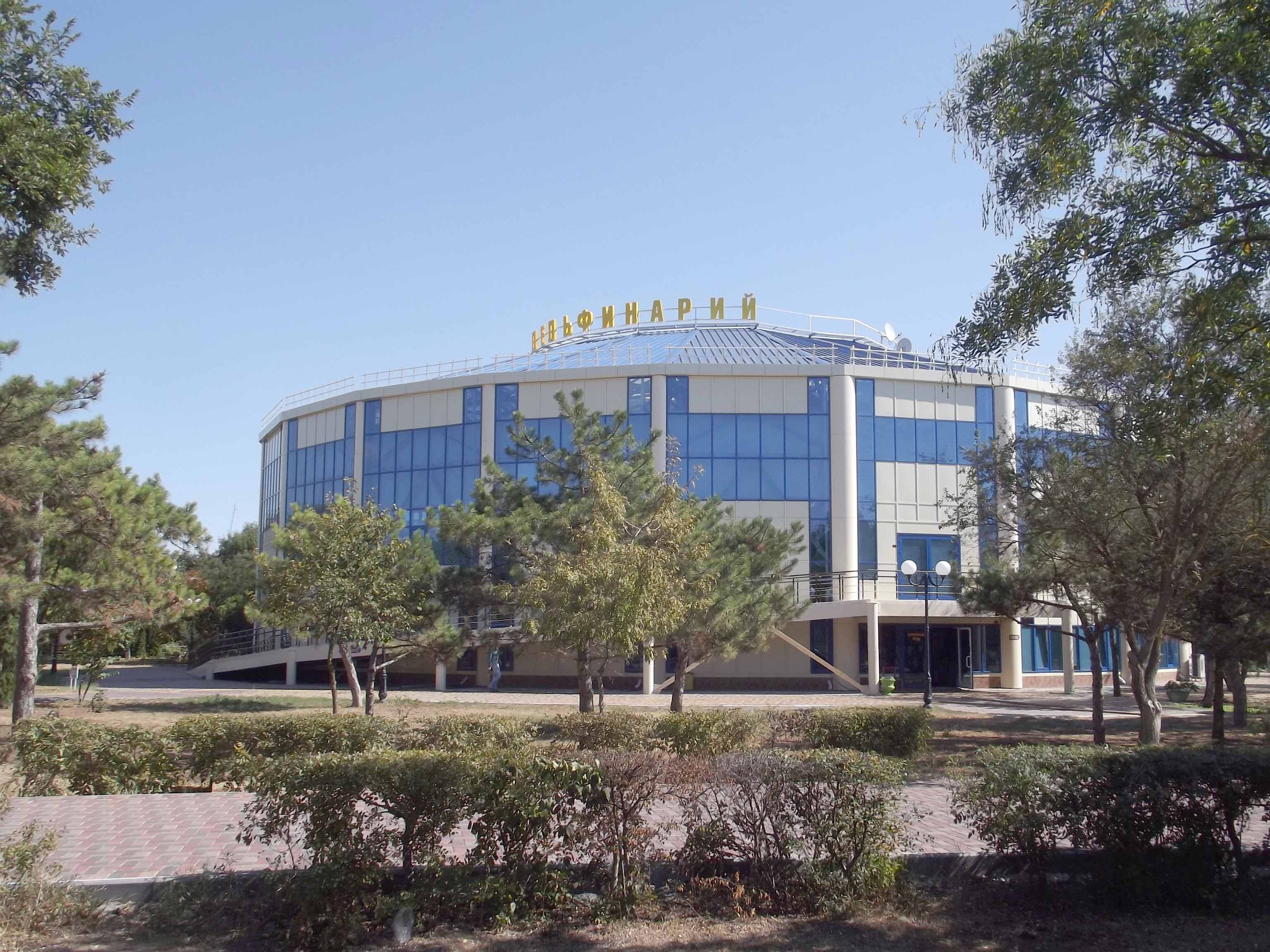

## Евпатория в кино
В Евпатории проходили съёмки различных художественных фильмов. Старая часть города является прекрасной натурой для съёмок фильмов, действия которых разворачивались в период Первой мировой войны, Революции и Гражданской войны, а также в середине XX века.
- «Крымский флирт» (1916) — комедия о курортной жизни в 3-х частях (не сохранился)
- «Евреи на земле» (1927)
- «Мы с вами где-то встречались» (1954)
- «Вольница» (1955)
- «До свидания, мальчики!» (1964)
- «В городе С.» (1966)
- «Берег юности» (1969)
- «Плохой хороший человек» (1973)
- «Марина» (1974)
- «Трын-трава» (1976)
- «Хождение по мукам» (телесериал) — 2, 6, 11 серии (1973—1977)
- «Тачанка с юга» (1977)
- «Воспоминание…» (1978)
- «Приключения маленького папы» (1979)
- «Расколотое небо» (1979)
- «Это было у моря» (1989)
- «Смерть в кино» (1990)
- «Закат» (1990)
- «И возвращается ветер…» (1991)
- «Семнадцать левых сапог» (1991)
- «Менялы» (1992)
- «Смерть шпионам 2» (2008)
- «В Париж» (2009)
- «На игре: Новый уровень» (2010)
- «Глория» (2011)
- «Гагарин» (2011)
- «Всегда говори всегда» (8 сезон) (2011)
- «Боцман Чайка» (2014)
- Моя любимая свекровь (2016)

В фильмах в основном мелькает Свято-Николаевский собор, дом С. Дувана, набережная им. В. Терешковой, также популярным местом съёмок является улица Красноармейская в районе турецких бань и другие улочки старого города, а также здание Евпаторийского железнодорожного вокзала.

## Города-побратимы
- Янина (Греция) — 1989[61]
- Фигейра-да-Фош (Португалия) — 1989
- Людвигсбург (Германия) — 1992
- Казань (Россия) — 1998
- Закинтос (Греция) — 2002
- Островец-Свентокшиски (Польша) — 2004
- Силифке (Турция) — 2005
- Красногорский район Московской области (Россия) — 2006
- Ламби[англ.] (Греция) — 2009[62]
- Слупск (Польша) — 2010
- Белгород (Россия) — 2010
- Вологда (Россия) — 2014
- Хабаровский край (Россия) — 2014
- Комсомольск-на-Амуре (Россия) — 2014
- Сестрорецк (Россия) — 2015[63]
- Курск (Россия) — 2015
- Нижневартовск (Россия) — 2015
- Кыштым (Россия) — 2015
- Самарская область (Россия) — 2015
- Ханты-Мансийский автономный округ (Россия) — 2015
- /[1] Севастополь (Россия/Украина[1]) — 2016
- Сочи (Россия) — 2016
- Иваново (Россия) — 2016
- Хасавюрт (Россия) — 2017
- Мариньян (Франция) — 2018[64]. Подписание соглашения было осуждено Министерством иностранных дел Франции как личная инициатива мэра Мариньяна, противоречащая международному праву и не отражающая позицию французского государства по аннексии Крыма Россией[65].
- Нижний Тагил (Россия) — 2019

## Упоминания и посвящения

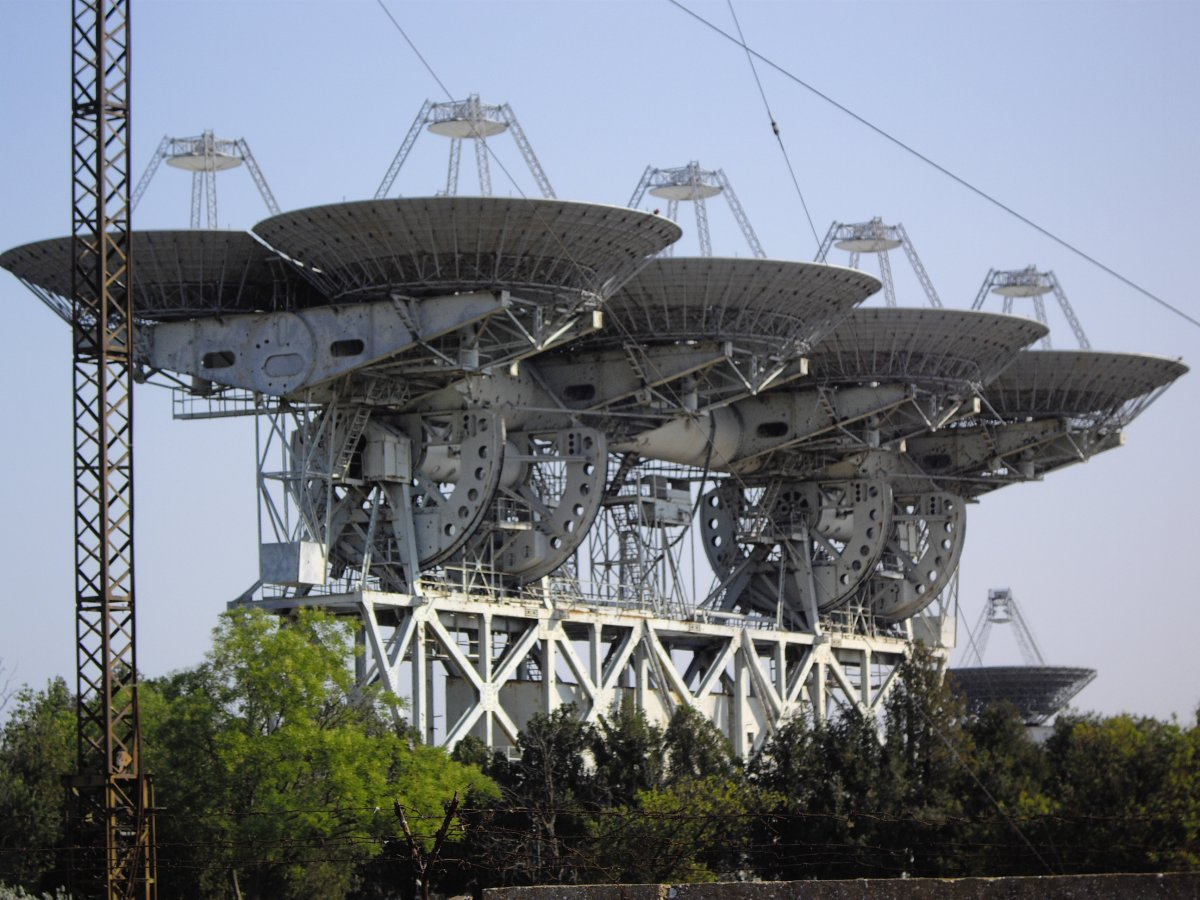
АДУ-1000 (8 чашек по 16 метров, «Плутон»)

- В Париже есть улица Евпаторийская (Rue d’Eupatoria), названная так в память о сражении под Евпаторией в Крымской войне[66].
- В Швейцарии есть построк-группа под названием The Evpatoria Report[67]. Название группы не случайно и, по словам одного из музыкантов[68], связано с антенным комплексом РТ-70[69] вблизи Евпатории, с помощью которого время от времени отправляются послания внеземным цивилизациям[70][71].
- Астероид № 24648 (1985 SG2), открыт 19 сентября 1985 года научными сотрудниками Крымской астрофизической обсерватории супругами Людмилой Ивановной и Николаем Степановичем Черных, зарегистрирован 19 декабря 2003 года Международным астрономическим союзом в каталоге небесных тел Солнечной системы под названием «Евпатория»[72].
- Евпатория — 6-километровый кратер на Марсе, названный так в 1979 году[73].
- Известный советский поэт Владимир Владимирович Маяковский написал стихотворение «Евпатория» (1928) о беспечном летнем отдыхе в этом городе[74].
- Известный музыкант Сергей Владимирович Михалок написал и исполнил песню «Евпатория» (1998)[75].